# 스키타이족
스키타이족(히브리어: סקיתים 스퀴팀, 고대 그리스어: Σκὐθαι, Σκύθης, 영어: Scythia)은 사카(Saka), 사카이(Sakae), 사이(Sai), 이스쿠자이(Iskuzai), 아스쿠자이(Askuzai)라고도 불리는, 주로 동부 이란어군을 사용한 이란계 민족에 속하는 유라시아 유목민들이며 이들 남쪽에 있던 식자 민족들에게 약 기원전 9세기에서 4세기까지 중부 유라시아 스텝의 넓은 지역들에서 거주했다고 언급되었다. 이들이 기원이 주로 이란족이라는 데에 합의한, 그리스의 역사가들에게 알려진 “고전 스키타이인”들은 흑해 북부와 북캅카스에 있었다. 아시리아, 아케메네스, 중국에서 기록된, 다른 스키타이족 집단들에 대한 사료는 이들이 중앙 아시아에서도 존재했다는 것을 보여주며, 그곳에서 그들은 각각 이스쿠자이(Iskuzai)/아스쿠자이(Askuzai), 사카 (고대 페르시아어: Sakā; 페르시아어/ساکا; 산스크리트어: शक Śaka; 그리스어: Σάκαι; 라틴어: Sacae), 그리고 사이 (중국어: 塞; 상고 한어: *sˤək)이라 불렸다.
멀리 떨어진 지역들에서 거주하는 스키타이족들끼리의 관계는 명확하지 않은 상태로 남아있으며, 스키타이라는 용어는 넓고 좁은 개념에서 사용된다. 영어로 “스키타이의”라는 뜻의 형용사 "Scythian"는 일반적으로 인종적이고 언어적인 의미를 나타내지 않고, 넓은 “스키타이-시베리아” 문화의 속성을 나타낸다고 여겨지는 발견물들에 대한 고고학적 상황에서 현대 학자들이 사용한다. ’스키타이의’를 뜻하는 또다른 영어 형용사 Scythic는 유사한 방식으로, 특별한 무기, 마구, 금속판에 새겨진 동물 미술의 존재로 특정 지어지는, 말을 탄 유목 생활 양식이 널리 퍼진 특정 시기를 묘사하기 위해 사용될 수도 있다. 철기 시대 기간에 스키타이족의 극서쪽의 영역은 고전 그리스 사료에서 스키티아라고 알려졌고, 좀더 좁은 관념의  "Scythian"는 스키타이어로 소통되는 이 지역으로 일부 제한된다. "Scythian"에 대한 다른 정의들도 사용되어, 많은 혼란을 일으키고 있다.
스키타이인들은 군마 전술을 익힌, 이른 시기의 민족들에 속한다. 이들은 말, 소, 양들을 키웠고, 천막을 덮은 마차에서 살았으며 말의 등 위에서 활과 화살을 들고 싸웠다. 이들은 호화로운 무덤, 우수한 금속공예품, 뛰어난 미술 양식으로 특정 지어지는 풍부한 문화를 발전시켰다.
기원전 8세기에, 스키타이인들은 아마도 주나라를 공격했다. 얼마 안 있어, 스키타이인들은 서쪽으로 확장하였고 폰토스 스텝에서 킴메르인들의 세력을 몰아냈다. 전성기에, 스키타이인들은 서쪽에서는 카르파티아산맥에서 동쪽으로는 남부 몽골 (오르도스 문화)과 남부 시베리아 (타가르 문화)에 이르는,  유라시아 스텝 전역을 지배했고,  최초의 중앙 아시아 유목 제국라고 불릴만 한 세력을 형성했으나 쉽게 조직된 국가라고 불리기는 어렵다.
오늘날에 우크라이나, 러시아의 동유럽 남부 영토, 크림반도를 기반으로 한, 서부 스키타이인들은 왕족 스키타이라고 알려진 권력 계층들의 지배를 받았다. 서부 스키타이인들은 그리스, 페르시아, 인도, 중국을 연결하는 거대한 무역로인 비단길을 만들고 통제했으며, 이 문명들의 번영에 기여했을 것이다.정착한 금속세공업자들은 스키타이인들을 위한 휴대용 장식품들을 만들었다. 이 장식품들은 금속 재료에서 주로 살아남았고, 독특한 스키타이 미술을 형성했다. 기원전 7세기에, 스키타이인들은 킴메르인들과 같이 캅카스산맥을 넘어서 중동 지역을 자주 약탈했고, 중동의 정치학에서 중요한 역할을 했다. 기원전 650–630년에, 스키타이인들은 이란고원 서부의 메디아를 잠시 지배했고, 이집트 경계까지 힘을 뻗쳤다. 메디아에 대한 지배권을 상실한 후, 스키타이인들은 중동 지역에 대한 간섭을 계속했고, 기원전 612년 니네베 약탈에서 아시리아 제국의 멸망에 주도적인 역할을 했다. 스키타이인들은 그 후에 아케메네스 제국과 잦은 분쟁에 연루되었다. 서부 스키타이인들은 기원전 4세기 마케도니아 왕국에 큰 패배를 당했고 그 후에 중앙 아시아에서 온 이란계 민족 사르마티아인들에게 서서히 정복되었다. 아시아 스텝의 동부 스키타이인들 (사카인)은 기원전 2세기에 월지, 오손, 흉노의 공격을 받았고, 이들의 상당 수가 남아시아로 이주하도록 유발이 되어, 그곳에서 스키타이인들은 인도-스키타이이라고 알려졌다.

## 명칭과 용어

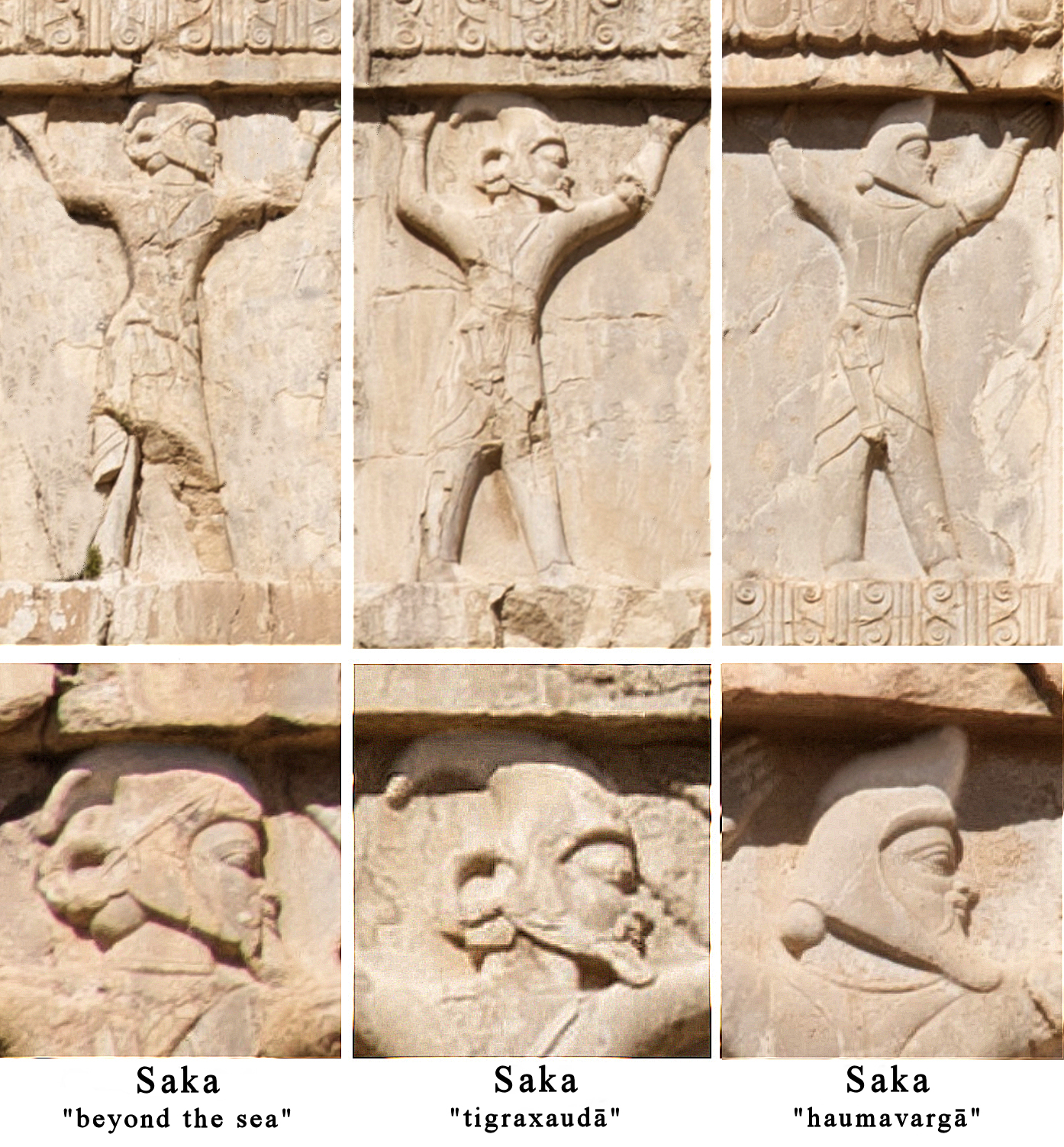
아케메네스 제국의 입장에서, 세 종류의 스키타이인들이 존재했다: the Sakā tayai paradraya ("바다 너머 이들", 흑해의 서쪽에 그리스인과 트라키아인들 사이에 있던 이들로 추정), the Sakā tigraxaudā (“튀어나온 모자를 쓴 이들”), the Sakā haumavargā ("하우마를 마시는 자들", 가장 동쪽에 있는 자들). 기원전 480년경 크세르크세스 1세의 무덤에 있는 아케메네스 제국군의 병사를 묘사한 부조.

엄밀한 의미에서 '스키타이인'은 흑해 북쪽의 유목민들을 가리키며, 카스피해의 북쪽에 거주했고 시간이 흘러서는 스키타이인들의 땅을 대신 차지했었고 이들과 매우 유사한 사르마티아인과 구분한다. 페르시아의 단어 사카는 중앙 아시아의 스키타이인들에게 사용된다. 중국인들은 사이 (중국어: 塞; 상고 한어: *sˤək)라는 용어를 한 때 일리강과 추강의 계곡에 거주했다가 타림 분지로 이주한 사카인들에게 사용한다. 헤로도토스는 스키타이인들이 스스로를 소클로토이라고 불렀다고 했다.
이스쿠자이 또는 아스쿠자이는 스키타이인으로 추정되는 코카서스 남쪽에서 온 약탈자들에게 사용한 아시리아 용어이다. 스키타이/사카의 한 집단은 남쪽으로 이동하여 사카스탄이라는 이름을 붙였다. 이들 또는 이들과 관련된 집단이 북부 인도를 침략했고 인도-스키타이인이 되었다.
세메레니 오스벌드는 스키타이인에 대한 다양한 용어들을 연구했고 다음의 결과를 제시했다: Skuthes Σκύθης, Skudra, Sug(u)da, Saka.
- 처음 세 개의 단어는 "나아가다, 쏘다" (영어 단어 shoot와 같은 어원)를 뜻하는 인도유럽어 어근 *(s)kewd-에서 전래했다. *skud-는 동일 어근의 제로 그래이드 (기본적인 모음 교체가 이뤄지는 모음 음소  */e/와 */o/가 없어져서 만들어진 모음 교체) 형태이다. 세메레니는 스키타이인들의 자기 지칭 명칭을 스쿠다 (*skuda, 대략 "궁수")라고 복원했다. 이 명칭은 고대 그리스어 스쿠테스 Σκύθης (복수형 스쿠타이 Σκύθαι)와 아시리아어 아스쿠즈를 만들어냈으며, 고대 아르메니아어: սկիւթ skiwtʰ는 이타과정을 거친 그리스어에서 온 것이다. /d/에서 /l/로 바뀌는 후기 스키타이어 음성 변화는 그리스어 단어 소클로토이 (Skolotoi, Σκώλοτοι, 헤로도토스 4.6)를 만들어냈으며, 이것은 헤로도토스에 의하면 로열 스키타이인들의 자기 지칭 명칭인 스키타이어 스쿨라 (*skula)에서 온 것이다. 다른 음성 변화들에는 소그디아가 있다.
- 고대 페르시아어: Sakā, 그리스어: Σάκαι; 라틴어: Sacae, 산스크리트어: शक Śaka 들에 반영된 형태는 "가다, 돌아다니다"를 뜻하는 이란어 동사 어근 sak-에서 왔고, 따라서 "유목민"을 뜻한다.[32]

넓은 의미와 고고학 분야에서 스키타이의를 뜻하는 영어 형용사 Scythian와 Scythic은 역사가 기록되기 시작한 시점의 모든 스텝 유목민들에게 사용될 수 있다. 오르도스 문화와 타르가르 문화는 중요한 '스키타이적' 특징을 지닌 것으로 간주했다.
조금 더 흔히 '스키타이인'은 이란어군에 속하는 스키타이어를 구사하는 서쪽과 북쪽 스텝 지역의 유목민들로 한정된다. 스텝 지역에서 다른 언어들이 사용되었다하더라도, 그것에 대해 명확한 증거는 없다.

## 기원

### 문헌 증거

기원전 7-3세기 폰토스 스텝 지역의 스키타이인과 이들과 관련된 고고학적 집단

고대 그리스의 헤로도토스의 저서 "역사"에서 스키타이의 기원을 설명하고 있다.
당시 아무도 살지 않았던 스키타이의 땅에서 처음 생겨난 것은 타르기타오스라는 남자였다. 그의 양친은 제우스와 보류스테네스강의 딸이라고 한다. 타르키타오스에서 리포크사이스, 아르포크사이스, 크라크사이스 3명이 태어났다. 이 세명이 있던 시대에 하늘에서부터 황금의 그릇붙이가 스키티아의 땅에 떨어져 왔다. 장남이 제일 먼저 이것을 찾아냈고 이것을 얻을려고 하니까 황금이 불타올랐다. 장남이 멀리 떨어지고 둘째 아들이 가까이가니 다시 황금은 불타올랐다. 마지막으로 세번째 아들인 크라크사이스가 가까이 가니 불은 꺼지고 가지고 돌아갈 수 있었다. 이것으로 인해 장남과 둘째 아들은 셋째 아들인 크라크사이스를 왕으로 추천하였다. 시간이 지나고 장남의 리포크사이스를 시조로 하는 아우카타이씨, 둘째 아들을 시조로하는 카티아로이씨와 트라스피에스씨, 셋째 아들인 크라크사이스를 시조로 하는 왕족 파라라타이씨의 4씨족이 생겨났고 그들 모두의 이름과 왕의 이름은 스콜로토이라고 불리게 되었다. 크라크사이스는 광대한 스키티아의 국토를 3개의 왕국으로 나누어 자신들의 아들들에게 나누어 주었는데 그중에 하나의 나라를 가장 크게 하여 그 나라에 황금의 그릇붙이를 보관하였다.

스키타이인의 기원에 관한 헤로도토스의 설명들은 최근에 들어 신용되지 않고 있지만, 동시대 스키타이의 약탈 활동에 관한 헤로도토스의 기록들이 좀 더 믿을만하다고 여겨진다. 더욱이, 킴메르인처럼 스키타이인이라는 용어가 흑해에서 남부 시베리아와 중앙 아시아 지역의 다양한 집단들을 나타내기 위해 사용되었다. "스키타이인들은 특정 민족이 아니라", "과거 여러 시대에서 본거지를 두지 않고 여러 장소”에서 활동한 다양한 민족이었다. 신약성서에서는 골로새서 3장 11절을 통해 스키타이인을 한 차례 언급한다.

### 고고학 증거

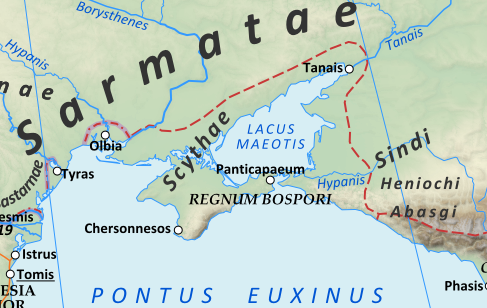
서기 125년경 흑해의 북쪽 곶을 따라 있는 스키타이 바실레이 ("로열 스키타이")의 영토.

역사적, 고고학적, 인류학적 증거들에 대한 현대의 해석은 두 가지 일반적인 가설을 제시했다. 과거 소비에트 그 후에는 러시아의 연구자들이 조금 더 지지하는 첫 번째 이론은 스키타이인들이 내륙 아시아, 다시 말하여 투르키스탄과 서부 시베리아 지역에서 온 동부 이란족 집단이라는, 헤로도토스의 (세 번째) 설명을 따른다.

기르스망과 다른 이들에 따른, 두 번째 가설은 스루브나야 문화권이 킴메르인과 연관이 되었음에도, 스키타이 문화의 결정체가 흑해 해안의 "목재 무덤" (또는 스루브나야) 문화권의 집단에서 발생했다고 주장한다. 돌루하노프에 따르면, 이 가설은 스키타이 유골이 목재 문화권의 유골과 유사하고, 중앙 아시아의 사카이의 유골과는 이질적이었다는 인류학적 증거의 지지를 받는다. 그러나, 맬러리에 의하면, 고고학적 증거가 부족하고, 안드로노보 문화와 "목재 무덤 문화권의 최소한의 동쪽 거주자"들은 인도이란인이라는 것으로 밝혀졌다고 한다.
다른 이론들은 "스키타이인"이라는 것이 고대와 현대의 학자들이 생활 방식 (유목), 문화 풍습, 언어에서 특정한 유사성을 공유하고 있는 관련없는 다른 민족들을 전반적으로 묘사하기 위해 사용된 매우 일반적인 용어라고 심지어 주장한다. 기원전 1천년은 이질적이고 광범위한 지역 사회들에 전래가 없는 문화적, 경제적 연결의 시대를 열었다. 이동이 가능하고 광범위하게 유사한 삶의 방식은 도나우강에서 만주에 이르는 광활한 유라시아 스텝을 따라 있는 이질적인 민족 집단들 사이의 접촉을 촉진시켰고, 많은 문화적 유사점으로 이끌었다. 고대의 관찰자들인 그리스인과 페르시아인의 관점에서, 이들은 "스키타이인"이라는 문화일반적 분류로 함께 묶였다.

## 역사

### 고전 고대 시기 (기원전 600년에서 서기 300년)

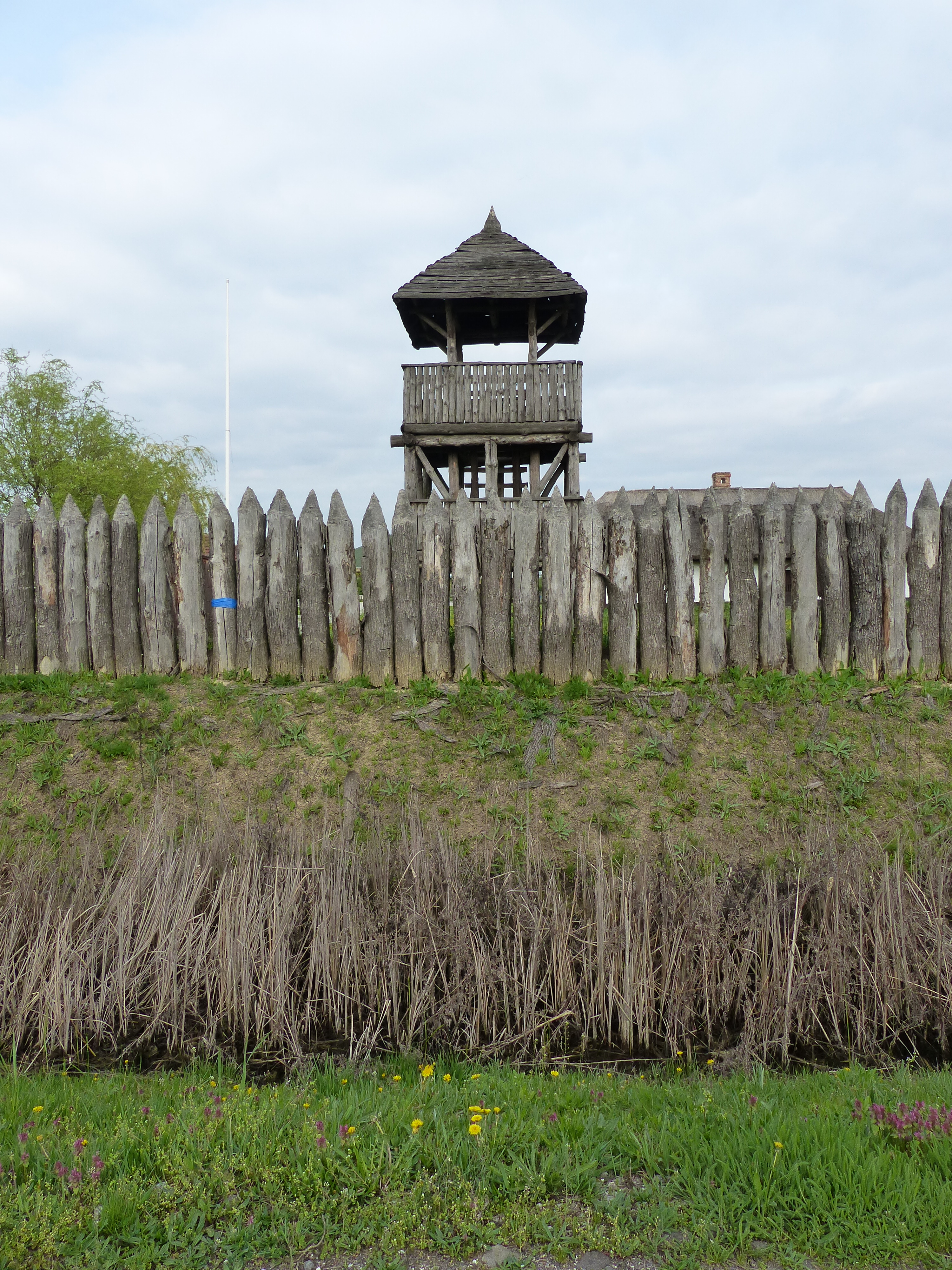
헝가리 폴가르에서 복원된 기원전 339년의 스키타이식 방어선

헤로도토스는 최초로 스키타이인에 대한 상세한 기술을 남겼다 그는 킴메르인들을 흑해 북쪽 해안가에서 스키타인들에게 밀려나간, 독창적인 선주민 민족으로 분류했다 (Hist. 4.11–12). 헤로도토스는 또한 스키타이인들이 아우카타이, 카티아로이, 트라스피안, 파랄라타이 또는 "왕족 스키타이"로 이뤄졌다고 진술했다 (4.6).
헤로도토스에게, 스키타이인들은 오늘날 몰도바, 우크라이나, 크림반도가 있는 흑해 북쪽에서 사는 이국적인 야만인들이었다.— Michael Kulikowski, Rome's Gothic Wars from the Third Century to Alaric, pg. 14

아케메네스 제국의 다리우스 1세가 스키타이인들을 공격했던 기원전 512년, 다리우스 1세는 전해진 바에 의하면 도나우강을 건너 스키타이인들의 영토에 들어갔다고 한다. 헤로도토스는 유목민들인 스키타이인들은 교전 없이 페르시아군들을 영토에 진입하게 놔두면서, 이들을 좌절시켰다고 한다. 헤로도토스에 의하면, 다리우스 1세는 이런 방식으로 볼가강까지 이르렀다고 한다.

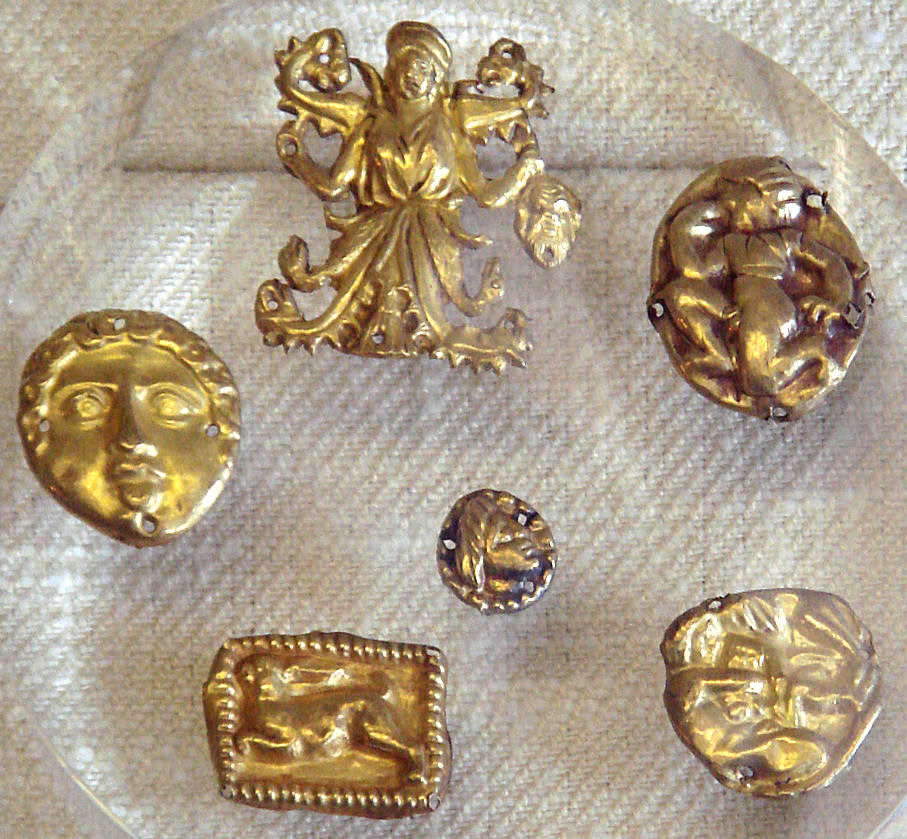
케르치 인근 쿨오바의 유물

기원전 5-3세기 동안에, 스키타이인들은 분명히 번영했다. 기원전 5세기에 헤로도토스가 자신의 역사에서, 그리스인들은 오늘날 루마니아와 불가리아인 스키티아 미노르에서 도나우강을 타고 20일간 동쪽으로, 오늘날의 동부 우크라이나와 돈강 하류 유역을 가로질러 뻗어있는 대스키티아를 구분했다고 적었다. 당시에 타나이스강이라고 알려진 돈강은 주요 무역 역할을 해왔다. 스키타이인들은 그리스의 흑해 식민 항구들인 올비아, 케르소네소스, 킴메르 보스포루스, 고르고피아로 통하여 북방에서 그리스로 이어지는 무역의 통제권을 통해 확실히 부를 얻었다. 이들은 곡물들을 기르기도 했고, 그리스로 밀들, 양 떼들, 치즈들을 실어 보냈다.

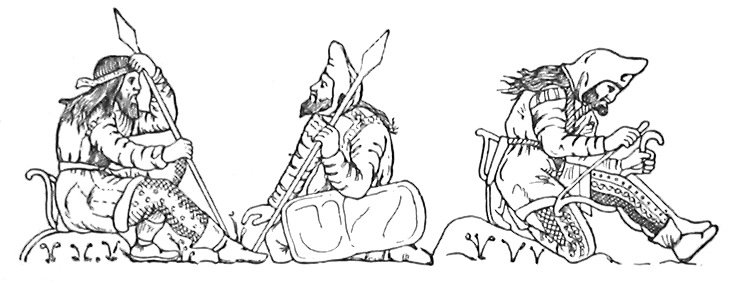
크림반도 케르치 인근에 묻힌, 쿨오바 쿠르간에서 출토된 호박금 잔에 있던 것을 그린 스키타이 전사들. 오른쪽에 전사는 활을 그의 무릎 뒤쪽으로 고정시켜 활줄을 걸고 있다. 전형적인 뽀족한 후드, 가장자리를 모피나 플리스로 다듬은 긴 외투, 장식을 한 바지, 발목에 묶은 짧은 부츠를 하고 있다. 스키타이인들은 확실히 길고 풀어헤친 머리를 했고, 모든 성인 남자들은 수염을 길렀다. 맨 머리에 창을 양손으로 잡은 사내의 왼쪽 엉덩이에 고리토스가 분명히 나타난다. 가운데에 방패는 목재 위에 평평한 가죽을 얹어 만들었을 것이다. (상트페테르부르크 에르미타주 박물관)

스트라본 (기원전 63년경 – 서기 24년)은 아테아스 왕이 마이오티스 습지와 도나우강 사이에 있는 스키타이 부족들을 그의 힘 아래로 결속시켰다고 기록했다. 그의 서방 팽창은 기원전 339년 스키타이인에 맞서 군사적 행동을 취한 마케도니아의 필리포스 2세 (재위 기원전 359-336년)와의 분쟁을 가져왔다. 아테아스는 전투 중에 전사하고, 그의 제국은 분열됐다. 이 패배의 여파 속에서, 켈트인들이 발칸반도에서 스키타이인들을 대체했던 것으로 보이며, 한편 러시아 남부에서는, 스키타이인들과 근연 관계인 사르마티아인들이 점차 이들을 압도했다. 기원전 329년 필리포스의 아들, 알렉산드로스 대왕은 이악사르테스 전투에서 스키타이인들과 충돌했다. 스키타이인들은 마케도니아 제국의 북쪽과 동쪽 국경을 압박하며, 마케도니아인들에게 아테아스의 죽음에 대한 복수 및 마케도니아의 소그디아 사트라프의 반란을 이용하고자 했다. 그러나, 스키타이군은 이악사르테스 전투에서 알렉산드로스에게 패배했다. 알렉산드로스는 이 유목민들을 정복하려 하지 않았고, 그는 훨씬 더 진중한 문제들이 그의 관심을 끌던, 남쪽으로 가기를 원했다. 그는 체면 손상 없이 이를 할 수 있었고, 스키타이인들이 받아들일 수 있는 결과를 만들어내기 위해, 평화 협정 중재를 위해 몸값 없이 스키타이 포로들을 풀어줬다. 이 방식은 성공적이었고, 스키타이인들은 더 이상 알렉산드로스의 제국을 괴롭히지 않았다. 스트라본의 설명 때까지 (기원전 10년기), 크림반도의 스키타이인들은 드네프르강 하류에서 크림반도에 이르는 새로운 왕국을 세웠다. 스키타이의 왕들인 스킬루스와 팔라쿠스는 케르소네소스와 킴메르 보스포루스를 포함한 크림반도의 해안 통치를 두고  폰토스의 미트리다테스 6세 (재위 기원전 120-63년)와 전쟁을 했다. 스키타이인들의 수도, 스키타이 네아폴리스는 오늘날의 심페로폴의 외각에 있다. 이후에 고트족들이 3세기 중반에 도시를 파괴했다.

### 동부 스텝의 사카인

아시아와 유럽에 있는 스키타이 쿠르간의 타임라인

현대의 학자들은 일반적으로 사카라는 용어를 동방 스텝과 타림 분지에 거주하는 이란어군 화자 부족들을 나타내는 데 사용한다. 고대 페르시아의 비문 역시도 사카를 흑해 북쪽에 있는 서부 스키타이인들 - Sakā paradraya 또는 "바다 너머 스키타이인"을 지칭할 때 사용했다.
다리우스 1세 시기 (재위 기원전 522년-486년)로 거슬러 올라가는, 페르세폴리스에서 발견된 아케메네스 시대 고대 페르시아어 비문에서, 사카인들은 소그디아나 국경 너머에 살았다고 말해진다. "Sakā para Sugdam" 또는 "수그다 (소그디아나) 너머 사카인"이라는 용어는 다리우스가 서쪽에 쿠시 (에티오피아인들)의 반대편, 다시 말해서 그의 제국 동쪽 끄트머리에서 그의 제국의 경계를 만든 민족들을 묘사하기 의해 사용했다. 크세르크세스 1세 재위 시기 (기원전 486-465년) 때로 거슬러 올라가는 한 비문은 사카인들을 중앙 아시아의 다하에인들과 짝지었다. 베히스툰 비문에서 이름이 새겨진 두 개의 사카 부족인 Sakā tigraxaudā ("뾰족 모자를 쓴 사카")와 Sakā haumavargā ("하오마 마시는 사카")는 카스피해 동쪽에 있었을 것이다. 일부는 Sakā haumavargā가 Sakā para Sugdam일 것이고, 따라서 Sakā haumavargā는 Sakā tigraxaudā 보다 더욱 동쪽에 있었을 거라고 주장한다. 또다른 이들은 "소그디아나 너머"라고 말해지는 고려한 지명이라고 여겨짐에도 불고하고, 파미르와 신장이 그들의 본거지라고 주장한다.
아케메네스 제국의 키루스 대제는 여성들이 남성들과 나란히 싸운다고 말해지는 사카인들과 충돌했다. 헤로도토스에 따르면, 키루스 대제는 카스피해 동쪽 지역 원정을 하던 동안에 사카인들과 관련이 있다고 여겨지는 민족인 마사게타이족과도 맞닥뜨렸고, 기원전 530년 이들과의 전투 중에 전사한다. 다리우스 1세 역시도 동쪽의 사카인들과 전쟁을 했고, 폴리아노스에 따르면 세 명의 왕이 이끄는 세 개의 사카 군대와 싸웠다고 한다. 기원전 520–519년, 다리우스 1세는 Sakā tigraxaudā 부족을 패배시키고 그들의 왕  스쿤카 (베히스툰 비문에서 뾰족한 모자를 쓴 모습으로 새겨짐). 사카의 영토는 아무다리야강 (옥수스)과 시르다리야강 (이악사르테스)의 상당 범위를 포함하는 초라스미아의 일부로서 아케메네스 제국에 흡수됐으며, 사카인들은 그때부터 아케메네스 제국의 전쟁에서 많은 수의 궁기병들을 페르시아군에 지원했다.
중국의 《한서》에선, 일리강과 추강의 계곡을 "사이의 땅", 다시 말하여 사카의 땅이라고 불렀다. 중앙 아시아의 이 지역에 이들이 도착한 정확한 날짜는 확실하지 않으며, 아마 다리우스 1세 재위 이전일 것이다. 기원전 550-250년 사이의 것으로 올라가는, 쿠르간 형태 (분구)의 대략 30개 사카 무덤들이 또한 톈산산맥에서 발견되었다. 사카의 존재에 대한 암시는 타림 분지에서도 발견됐으며, 7세기 초의 것으로 보인다. 일부 현대 학자들은 기원전 770년에 서주의 수도 호경의 약탈이 서방으로 진출하기 이전에 알타이산맥 출신의 스키타이인들의 약탈과 관련이 있을 것이라 생각한다.

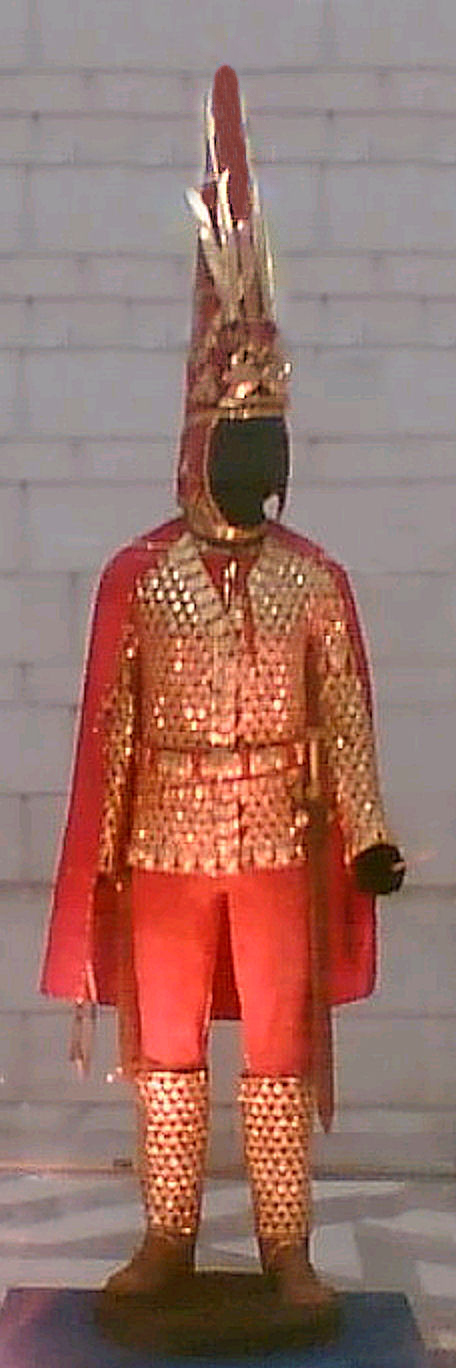
카자흐스탄 알마티 인근인 에시크 쿠르간에서 출토된, 사카 왕족의 캐터프랙트 양식의 판금갑옷이며, "황금 전사"라고도 알려졌다.

하지만 흉노와 다른 민족 집단들 간에 무력 우위에 대한 결과로서, 사카인들은 박트리아로 밀려났고, 이후에는 남쪽으로는 인도 북서쪽과 동쪽으로는 중국 북서부에 있는 신장의 서부 타림 분지 지역에 오아시스 도시 국가들로 밀려났다.
사카인들의 이주에 대한 기록들은 사마천의 《사기》 같은 중국의 서적들에서 나타난다. 본래 중국 간쑤성의 둔황과 치롄산맥에서 거주했던 인도유럽계 민족 월지는 흉노의 지배자 묵돌선우의 몽골계 군대의 공격을 받았고 기원전 177-176년에 이들에게 정복당한, 간쑤성의 하서주랑에서 달아났다. 결국 월지는 사이 (사카)를 남서쪽 소그디아 쪽으로 공격과 압박을 가한 책임이 있으며, 사이인들은 헬레니즘 계열의 그리스-박트리아 왕국 쪽으로 시르다르야강을 건넜으며, 또한 페르가나 분지로도 진출하여 다위안에 정착했다. 고대 그리스계 로마인 지리학자 스트라본은 그리스와 로마의 기록들에서 박트리아를 무너트렸다라고 하는 아시이족의 네 개 부족들이 일리강과 추강이 있는 시르다르야 북쪽의 땅에서 왔다고 주장했다. 그뒤에 사카인들은 자신들이 인도-스키타이인이라고 알려진, 인도아 대륙 북서쪽 지역에 정착했을 뿐만 아니라 동쪽으로 나아가, 현재 중국 타림 분지에 코탄과 툼샤크 같은 정착지를 세웠다.

### 코탄과 타림 분지의 왕국들
사카인들은 박트리아에서 이주하여 당시 카자흐스탄 지역 오아시스에 진출하여 국가를 건국하였다. 카자흐스탄 지역에 있던 사카계 국가들로는 코탄과 사처 (莎車, 사카인들에서 이름이 붙은 걸로 추정)가 있었다.
사카계 국가인 코탄의 언어는 카로슈티 문자로 된 간다라 프라크리트어이었다. 3세기 산산의 문서에서 산스크리트어 작위 세나파티와 동격인 이란어 단어, hinajha ("대원수")라는 코탄 왕의 작위를 기록한 것을 통해, 사카인들이 엘리트 지배 계층과 연결되었다라는 징조가 있지만, 거의 동일한 코탄 사카어 단어 hīnāysa도 문서에 나타나있다. 코탄어로 코탄 왕의 지배시기를 kṣuṇa라고 하는데, 연구학 교수 로널드 E. 에머릭(Ronald E. Emmerick, 2001년 사망)에 따르면, "이란인들과 왕실의 권력 사이에 형성된 관계를 암시한다.”고 한다. 그는 10세기까지 거슬러 올라가는, 코탄의 왕실 칙령 문서 언어가 코탄 사카어인 것은 “코탄의 지배자가 이란어군 화자일 것”이라 주장했다. 추가적으로, 그는 코탄 명칭의 오래된 형태, hvatana가 사카라는 명칭과 의미론적으로 연결되어 있을 것이라 주장했다.티베트 제국이 이 지역을 점령한다. 이 지역의 튀르크화와 이슬람화를 이끈, 카라한 칸국의 회교도 튀르크족에 동화되었다.

### 인도-스키타이인

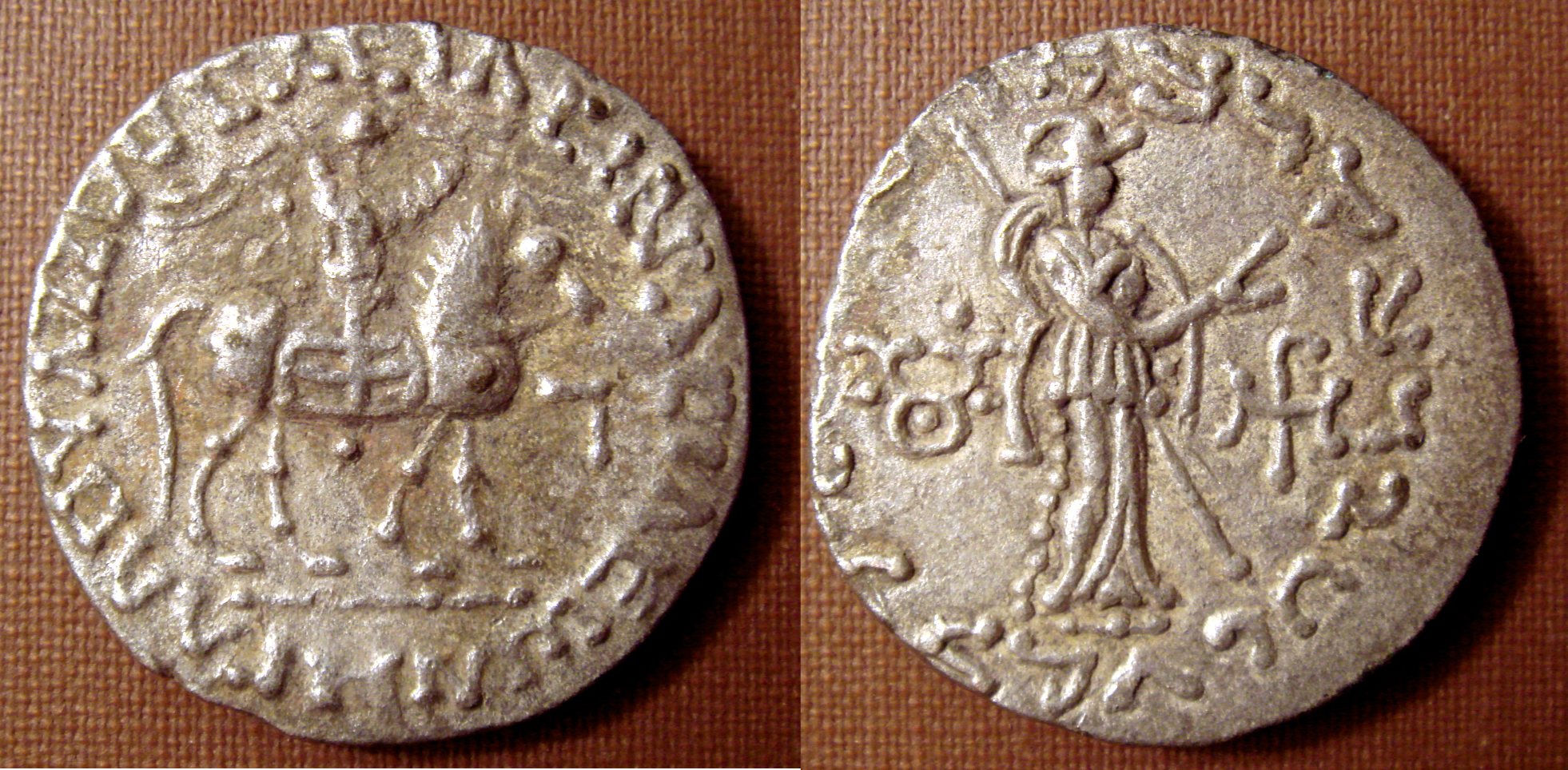
인도 스키타이의 왕 아제스 2세 (재위 대략 기원전 35–12년)의 은화. 불교의 삼보를 나타내는 상징물이 은화의 반대편에 남아있다

사카인들이 인도 아대륙의 북서쪽으로 이주한 후, 이들이 이주한 지역은 "사카의 땅" (오늘날 아프가니스탄과 파키스탄의 드란기아나)로 알려지게 되었다. 이 내용은 사카인들이 지빈 罽賓 (오늘날의 인도와 파키스탄의 카슈미르)국을 공격하여 정착했다고 하는 중국의 기록과 거의 같은 시대인인도 북부 인도-스키타이의 사카 왕국 (기원전 200년 - 서기 400년)의 유물에 속하는 마투라 사자 기둥머리에서 발견된 동시대의 카로슈티 비문에서도 증명되었다. 동시대 드란기아나 지역을 페르시아어로 사카스타나 (Sakastāna)라고 불렀고, 아르메니아어에서는 그리스어, 팔라비어, 소그디아어, 시리아어, 아랍어와 유사한 동의어인 사카스탄이었으며, 중세 페르시아어가 중국 신장의 투르판에서 사용됐다.

### 고대 후기
고대 후기 때, 스키타이의 민족 개념은 점차 모호해졌고 외부인들은 폰토스 카스피 스텝에서 사는 아무 민족들을 언어에 상관없이 "스키타이인"이라고 했다. 따라서, 아틸라에게 파견된 비잔티움의 대사 프리스코스는 아틸라의 수행원들을 반복적으로 "스키타이인"이라고 나타냈다. 그러나 에우나피오스, 클라우디우스 클라디아누스, 올림피오도로스 등은 그들이 "스키타이인"이라고 적을 때 보통 "고트족"을 의미한다.
고트족들은 2세기부터 로마 국경 인근 지역 거의 대부분에서 사르마티아인들을 몰아냈고, 중세 초기 시대 무렵에는, 초기 슬라브인 (원시 슬라브인)들은 동유럽에서 이란계 민족 집단을 동화시키고 흡수하면서 동유럽에서 동부 이란어 억양을 배제시켰다. 튀르크족의 이주는 중앙 아시아에서 언어적으로 사카인들을 동화시켰다.
고전적인 스키타이인들은 기원전 1세기 경에 많은 수가 줄었들었을 것으로 보임에도, 동로마인들은 일반적으로 게르만 부족들과 연맹들이나 말을 탄 유라시아 유목민 야만인들을 가리킬 때 "스키타이인"이라고 전통적으로 말하는 것을 계속했다: 서기 448년에 말을 탄 두 명의 "스키타이인들"은 대사 프리스코스를 판노니아에 있는 아틸라의 주둔지로 데려갔다. 이 경우에 비잔티움인들은 스키타이인들을 이들과 사실상 마찬가지로 아틸라를 따르는 고트족과 훈족들을 신중히 분별했다.
사르마티아인(알란족과 오세트인을 포함)들은 동부 이란어군 화자로서, 넓은 의미에서 스키타이인이라고 간주되었고, 이란족의 후손이라고 거의 대부분 생각된다.
비잔티움의 사료들은 860년경에 콘스탄티노폴을 공격한 루스인 약탈자들을 지정학적 위치 때문에, 스키타이인들과 민족적 관련이 전혀 없음에도, 자신들의 동시대의 기록물에서 "타우로스키타이인"이라고 나타내기도 했다. 포티오스 1세 총대주교는 콘스탄티노폴리스 공성전 동안에 루스인들에게 스키타이인이라는 용어를 적용한 최초의 인물일 것이다.

## 고고학
스키타이의 고고학적 유물에는 쿠르간 무덤 (무기, 마구, 스키타이풍의 야생동물 예술품 등의 "스키타이 3특징"을 포함하는, "왕족 쿠르간"을 구성하는 단순한 예시부터 ), 황금, 비단, 짐승의 제물 등을 포함하며, 이들의 유적지 곳곳에 인신공희 의심을 받기도 한다. 미라 처리 기술과 영구 동토는 몇몇 발견물들의 상대적인 보존을 도왔다. 스키타이 고고학은 북부 폰토스 스키타이 스텝의 도시들과 요새를 조사하기도 한다.
투바 공화국의 아르잔 및 다른 곳에서 출토된 호화로운 스키타이 부장품들은 기원전 900년경 이후의 것으로 보인다. 볼가강 하류에서 발견된 한 무덤은 유사한 시기의 것이며, 스키타이 영토의 동유럽 끝에 위치한 스테블레프의 무덤 중 하나는 기원전 8세기 말의 것으로 거슬러 올라간다.
고고학자들은 스키타이 유물 및 유적지를 세 개의 시기로 구분한다:
- 1기 – 스키타이 이전 또는 원시 스키타이 시기: 기원전 9세기에서 기원전 7세기까지
- 2기 – 초기 스키타이 시기: 기원전 7세기에서 기원전 5세기까지
- 3기 – 고전 스키타이 시기 : 기원전 5세기에서 기원전 4세기까지

고고학계는 기원전 8세기에서 기원전 2세기까지, 초기인 중앙 아시아의 사얀-알타이 지역과 후기인 동유럽의 북 폰토스 스텝 두 개의 뚜렷한 정착지로 나누어 기록한다.
폰토스 스텝의 서쪽 끝 및 유럽으로 진입하는 지역에 대한 “좁은" 스키타이 정의와 관련한 대안 체계는 다음과 같다:
- 초기 스키타이 – 기원전 8세기 중반 또는 기원전 7세기 초에서 대략 기원전 500년까지
- 고전 스키타이 또는 중기 스키타이 – 대략 기원전 500년에서 대략 기원전 300년까지
- 말기 스키타이  –  대략 기원전 200년부터 서기 2세기 초까지, 크림반도와 드니프르강 하류에 정착한 스키타이인들.[9]

### 쿠르간

기원전 7세기 스키타이 왕의 왕좌의 팔받침대. 1905년 크라스노다르 지방의 케르케메스 쿠르간에서 발굴되었으며, 에르미타주 박물관에서 전시중이다.

쿠르간이라는 거대한 봉분 (일부는 높이가 20m를 넘음)은 스키타이와 관련된 매우 귀중한 고고학적 유물들을 제공한다. 이 봉분들은 우크라이나와 남부 러시아의 스텝 지역을 관통하여, 몽골에서 발칸반도까지 고지대와 습지대를 따라 수 킬로미터에 이르는 유라시아 스텝 벨트에 위치해있다. 이 무덤에서 고고학자들은 스키타이의 생활과 예술에 대하여 많은 것을 배웠다. 몇몇 스키타이 무덤들은 그리스, 인도 지역의 기술들의 흔적이 밝혀졌고, 스키타이인들 사이에 그리스화, 및 다른 토착 지역의 문화에 대한 동화 과정임을 나타낸다.
봉분을 의미하는 우크라이나어 단어 쿠르한 (우크라이나어: Курган)은 러시아어 용어 쿠르간과 사실상 마찬가지로 "성"을 뜻하는 튀르크어족 단어에서 유래했다.
일부 스키타이-사르마티아 문화는 아마존에 대한 그리스 설화가 생기게 했을 지도 모른다. 무장한 여성들의 무덤들이 남부 우크라이나와 러시아에서 발견되었다. 데이비드 앤서니는 "돈강 하류와 볼가강 하류에 있는 스키타이-사르마티아 '전사들의 무덤'의 대략 20%는 남자들인거처럼 전투 복장을 갖춘 여성들이 포함되었으며, 이러한 풍습이 아마존에 대한 그리스 전설에 영감을 주었을 지도 모른다."라고 언급했다.
Sengileevskoe-2 쿠르간의 발굴 현장에서, 무덤 인근에 대마초를 태우고 있을 동안 강력한 아편 음료가 사용되었다는 것을 나타내는 코팅을 한 황금 그릇이 발견되었다. 그 황금 그릇은 복식과 무기를 나타내는 장면들이 새겨져 있다.

### 파지르크 문화

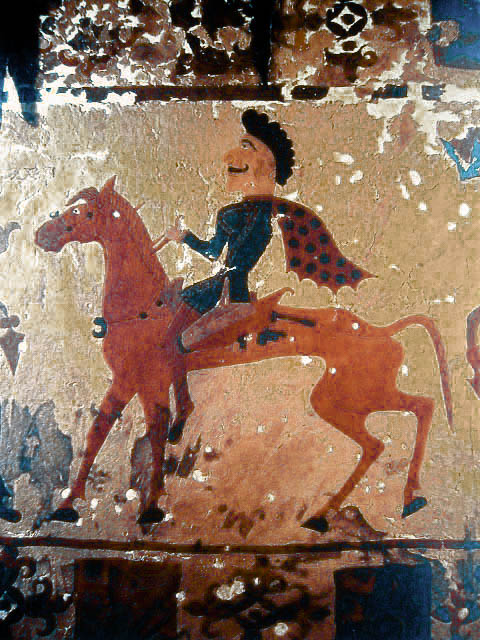
기원전 300년경 무덤에서 발견된 그림에서 펠트 모자를 쓴 파지르크인 기수. 파지르크인들은 스키타이인들과 밀접한 관계가 있는 것으로 보인다.

현대 학자들에게 조사된 동부 스키타이 고분군에는 남부 시베리아 (몽골 인근)의 알타이산맥에 있는 노보시비르스크 남쪽, 알타이 공화국의 울라간 (붉은) 지구에 있는 파지르크 고분군 쿠르간들이 있다. 고고학자들은 1925년-1949년 사이에 발견된 5개의 대형 봉분과 1개의 소형 봉분에서 파지르크 문화를 추론했으며, 이 봉분 중에 하나는 1947년에 러시아의 고고학자 세르게이 루덴코가 발굴했다. 봉분들은 바위와 돌로 된 커다란 돌무지로 덮인 낙엽송으로 만든 목곽을 봉했다.
파지르크 문화는 사카이와 관련된 지역에서 기원전 7-3세기 사이에 번성했다.
일반적인 파지르크 문화의 무덤들은 흔한 도구들만 포함하고 있으나, 그중에 한 곳에서, 고고학자들은 가장 오래된 양털 융단인 그 유명한 파지르크 카펫을 발견했다. 다른 놀라운 발견물에는 기원전 5-4세기의 것으로 잘 보존된, 4미터 높이의 바퀴가 있는 장례용 마차가 있다.

### 빌스크 발굴지
폴타바 (우크라이나) 인근 마을 빌스크 (겔로누스 참조)에서 이뤄진 최근의 발굴은 그 당시 세상에 어떤 도시들보다 큰 "거대 도시"를 찾아냈다 (빌스크 유적지). 보리스 슈람코가 이끄는 고고학자 팀은 이 유적지를 스키티아의 수도로 주장되는 겔로누스의 터라고 잠정적으로 여겼다. 도시의 성곽과 40 평방 킬로미터의 넓은 지역은 헤로도토스가 기록한 크기를 넘어섰다. 우크라이나 스텝의 북쪽 경계에 있어서 남북의 무역로에 대한 전략적 통제를 가능하게 했다. 기원전 5-4세기로 거슬러 올라가는 유물들로 판단할 때, 작업 공방과 그리스 도자기가 풍부했을 것이라 본다.

### 틸리아 테페 유물

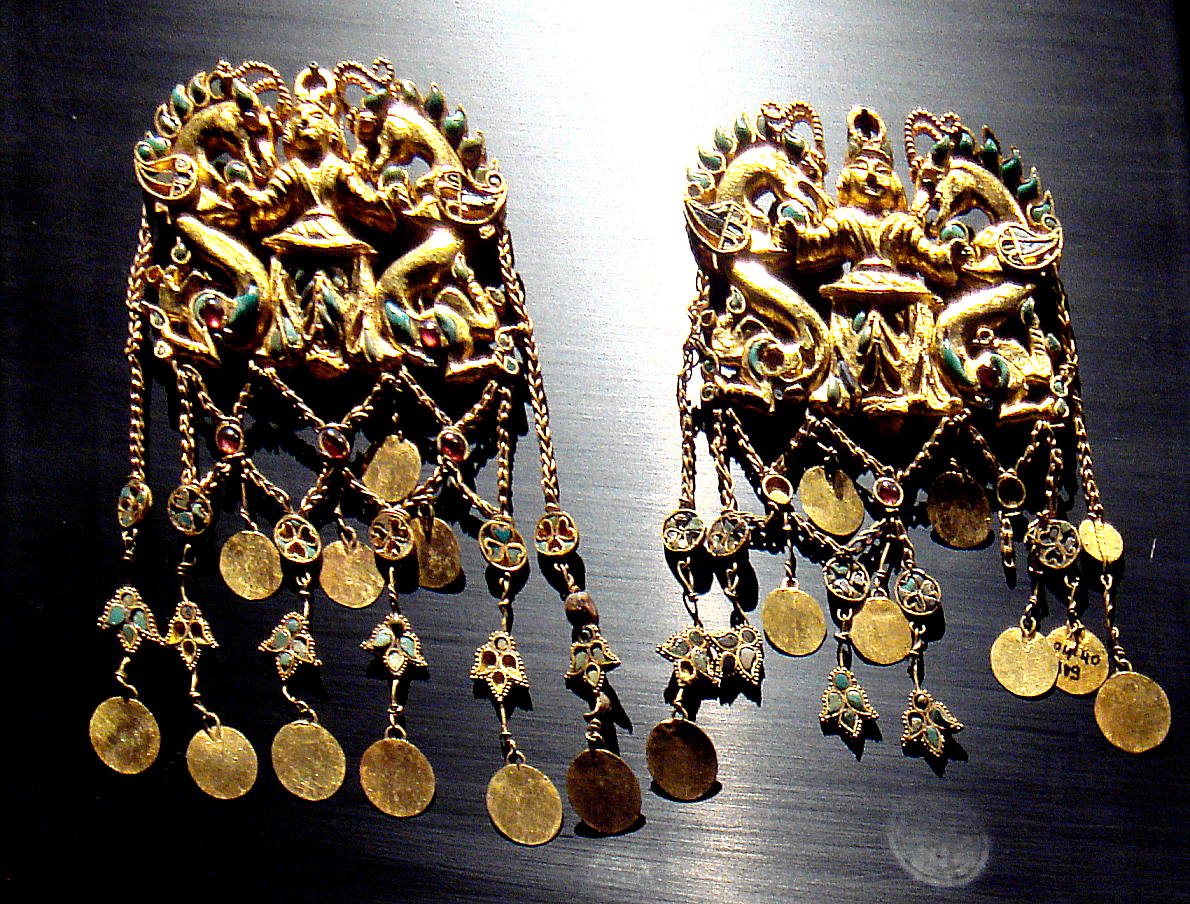
"용들과 왕들", 틸리아 테페

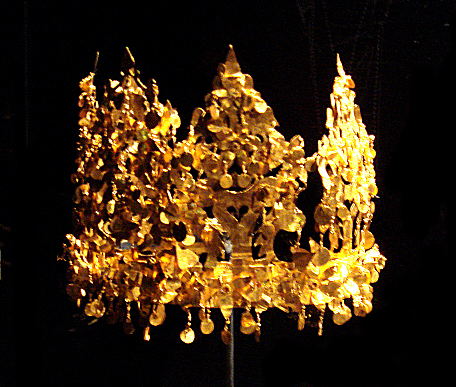
금관, 틸리아 테페

셰베르간 인근 북부 아프가니스탄 (과거 박트리아)에 있는 틸리아 테페 ("황금 언덕"이라는 뜻)에서 1968년에 발견된 유적지는 기원전 1세기의 것으로 거슬러 올라가는, 극도로 화려한 장신구를 걸친 다섯 명의 여성과 한 명의 남성 무덤들로 이뤄졌으며, 아프가니스탄 북부에 보통 잠깐 거주했던 스키타이 부족들과 관련이 있을 것으로 본다. 대체로 발견된 무덤들에서 뛰어난 장신구의 수 천 조각이 나왔는데, 이 장신구들은 보통 금, 터키석, 청금석 등을 조합한 것들이다.
뛰어난 수준의 문화적 싱크리티즘이 유물들에 스며들었다. 헬레니즘의 문화적이고 예술적인 영향력들이 기원전 140년경까지 같은 지역에 셀레우코스 제국과 그리스-박트리아 왕국의 존재와, 기원후가 시작 될 때까지 인도아 대륙 북서쪽에 인도-그리스 왕국이 남아있던 덕에, 많은 형태와 인간의 묘사 (아모리니에서 원에 있는 아테나의 묘사와 그리스어로 쓰인 아테나의 명칭까지)에서 나타났다. 이런 요소는 당시 박트리아 지역에 문화적 영향력들에 대한 풍부함을 증명한다.

## 문화와 사회

### 부족 구분
스키타이인들은 자발적인 연합 정치 체제인 연맹 부족들에서 살았으며, 목초지를 통제하고 대게 말을 탄 목동들로 이뤄진 초원 부족들을 침입해오는 외부자들에 맞서 공동의 방어 체제를 구축했다. 가축화된 동물 육종의 생산성은 정주한 농업 사회의 생산성을 크게 앞질렀지만, 초원 경제는 보충적인 농업 생산물도 필요했고, 안정적인 유목 사회는 축산물과 군사적 보호를 대가로, 정주민들과 공생 또는 강압적인 동맹으로 발전했다.
헤로도토스는 스키타이인들의 주요 세 부족이 리폭사이스, 아르포사이스, 콜라사이스 등 세 형제들에서 전래했다고 언급한다.
형제들의 통치 기간에, 모두 황금으로 된 쟁기, 멍에, 도끼, 그릇 들이 하늘에서 스키타이의 영토로 떨어졌다. 형제 중에 첫째 형은 그것들을 가져가고 싶었으나, 그가 가까이에 가자 황금이 불에 타기 시작했다. 둘째 형도 그 물건들에 접근했으나, 똑같은 결과가 일어났다. 그러고 나서 셋째가 다가가자, 불이 꺼졌고 황금으로 된 선물들을 가져갈 수 있었다. 그 뒤에 두 형들은 막내 동생을 왕으로 추대했고, 그 이후에 황금의 선물들을 스키타이 왕이 많은 관심을 갖고 지켰으며, 매년 막대한 공물을 갖고 다가갔다.

헤로도토스는 또한 다른 스키타이인들을 다스렸던 엘리트 계층인 로열 클랜 또는 왕족들을 언급한다:
게로스강의 반대편에는 "왕족"의 땅이라 불리는 지역과 스키타이인들 중에 가장 용감하고 강력한 이들이 있으며, 이들은 다른 스키타이인들을 자신들의 백성이라고 여긴다.

이 사실의 중요성을 알고 있는 두 형들은 막대 동생에게 왕의 권력을 온전히 넘겨주었다. 그들이 말하기를, 리폭사이스는 아우카타이 (Auchatai)라는 스키타이 부족의 후손이고, 차남 아르포사이스는 카티아로이(Catiaroi)와 트라스피아인(Traspians)의 후손이며, 막내 동생은 파랄라타이(Paralatai)라고 불리는 "왕실"의 부족의 후손이며, 스키타이인들이 말하길, 이 왕실 부족 전체는 이들의 왕의 이름을 붙은 스콜로토이 (Scolotoi)라고 불리지만, 그리스인들은 이들에게 스키타이인이라는 이름을 주었다. 따라서 스키타이인들은 이들의 기원 시기인 최초의 왕 타르기타오스 (Targitaos) 때부터 이들을 정복하려 했던 다레이오스(페르시아 황제  다리우스 1세, 기원전 512년)까지, 자신들이 만들어졌고 말하며, 천 여년이 넘는 기간 동안 존재했다고 한다.

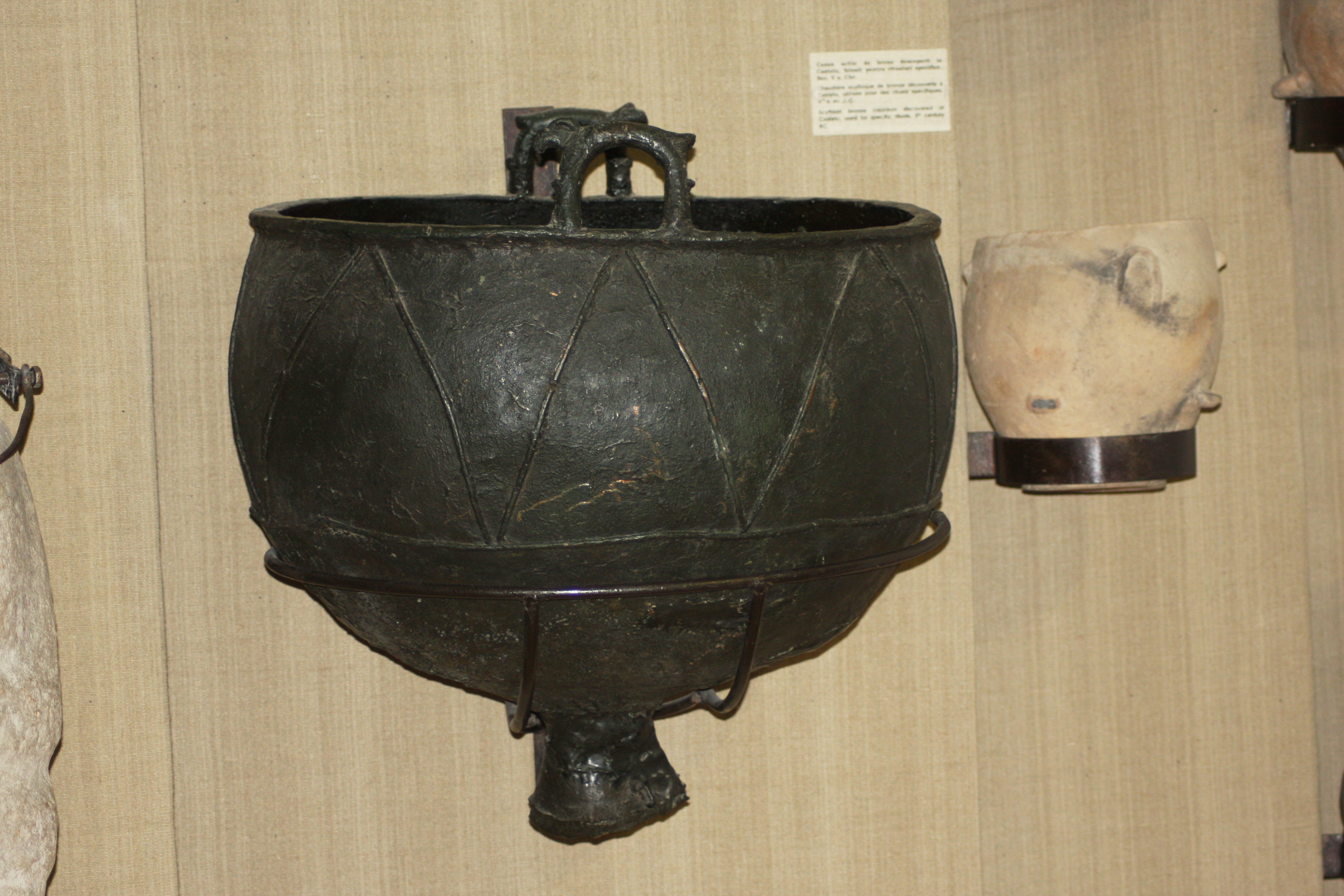
루마니아 카스텔루에서 발견된 기원전 5세기의 스키타이 그릇. 콘스탄타 국립 역사 박물관에서 전시 중.

봉분(튀르크어 명칭인 쿠르간으로 알려진) 속 스키타이 왕들의 화려한 매장품들은 강력한 엘리트 계층의 존재에 대한 증거이다. 엘리트 계층들은 일부 고전 사료들에서 "로열 다하에"라고 불렸지만, 문자 그대로의 다하에는 오늘날 투르크메니스탄에서 거주했고, 현재는 단절된 인도유럽민족으로 보통 여겨지며, 스키타이인들과는 구분됐다.
학자들이 세 부족들을 전통적인 방식인 지리학적 구분 방식으로 다뤘지만, 조르주 뒤메질은 앞에서 언급한 신성한 선물들을 초창기 원시 인도유럽 사회에 대한 그의 삼기능론적 관점으로 쟁기와 멍에는 농민, 도끼는 전사, 그릇은 성직자들을 상징한다는 예시를 들며 사회적 계급의 상징으로서 해석했다.
뒤메질에 의하면, "콜라사이스의 성공에 반대되는 아르포사이스와 리포사이스의 헛된 시도는 고위 계층이 왜 농민이나 성직자 계층이 아닌 전사 계층인 것을 설명했을 것이다."라고 한다.

### 군사

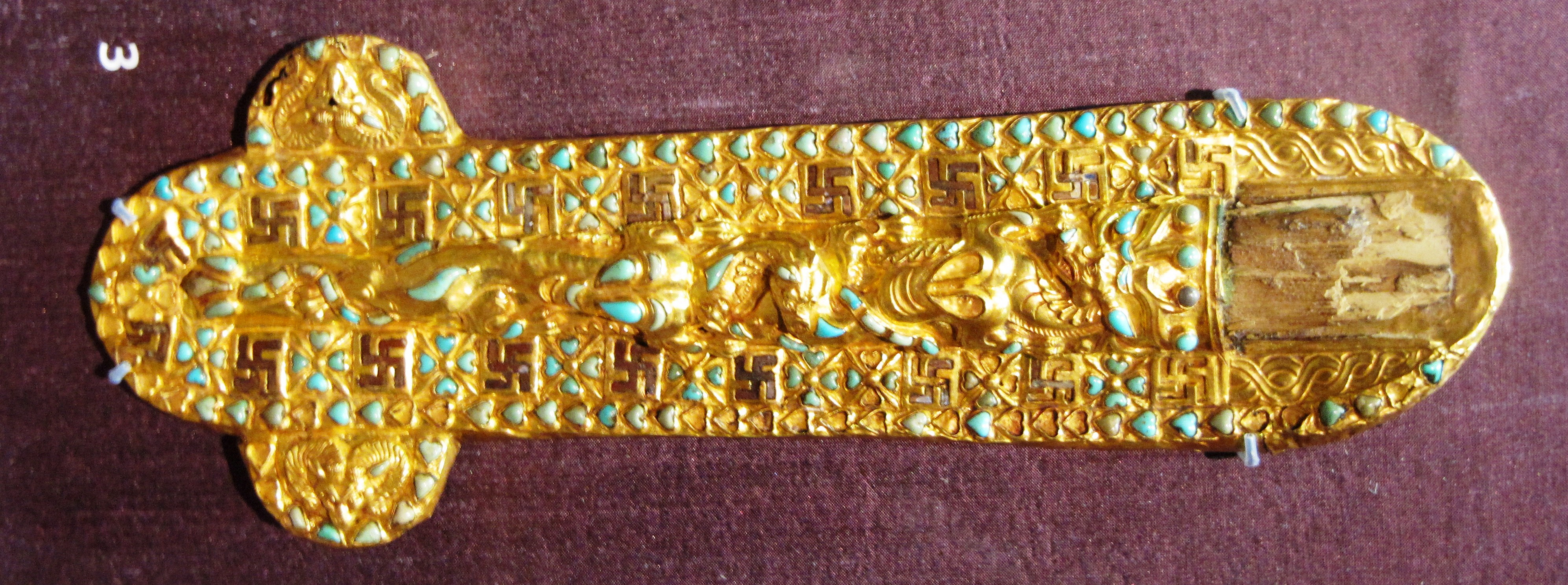
칼집

호전적인 민족인 스키타이인들은 기마술, 말 등에서 합성궁의 이른 사용으로 알려져있다. 뛰어난 기동력을 가진 스키타이인들은 스텝 지역으로 도망치는 것만으로도, 성가신 보병들과 기병들의 공격을 좀 더 무력화시킬 수 있었다. 이런 전술은 적들을 약화시키고, 더욱 패배시키기 쉽게 하였다. 스키타이인들은 악명높은 호전적인 전사들이었다. 그들은 "살기 위해 싸웠고 싸우기 위해 살았으며", "적들의 피를 마시고 적들의 머리가죽을 냅킨으로 사용했다."
가까운 사이끼리 동맹을 맺은 소수의 엘리트 계층의 지배를 받은 스키타이인들은 궁병들로 유명했고, 용병으로 많은 직업들을 얻었다. 스키타이 엘리트 계층들은 잎갈나무로 된 목관 위로 흙을 덮은, 높은 봉분인 쿠르간이 있었으며, 낙엽성의 침엽수인 잎갈나무는 겨울에도 견디는, 재생을 하는 나무로서 특별한 의미를 지닌 거일지도 모른다. 알타이산맥에 파지르크 고분군은 기원전 5세기의 얼음 처녀를 포함한 "파지르크 문화"의 스키타이인들을 일부 특히 보존했다.
우르미아호 남쪽의 사키즈라는 마을 인근에서 발견되었고 기원전 680년과 625년 사이의 것으로 거슬러 올라가는, 금과 은으로 만든 금속공예품과 상아로 구성된 지비에 보물은  스키타이의 "동물의장" 특징을 지닌 유물들을 포함한다. 여기에서 발견된 한 은제 접시는 아직까지 해독되지 않았으나 스키타이 문자를 나타내는 것일 수도 있는, 비문이 새겨져 있다.
스키타이인들은 또한 날카롭고 독성을 가진 화살들의 사용, 헤로도토스에 의하면 "말의 피를 먹고 자랐다."라고 하는 말을 중점에 둔 유목민적인 삶, 유격전의 전술로 유명했다.

### 의복

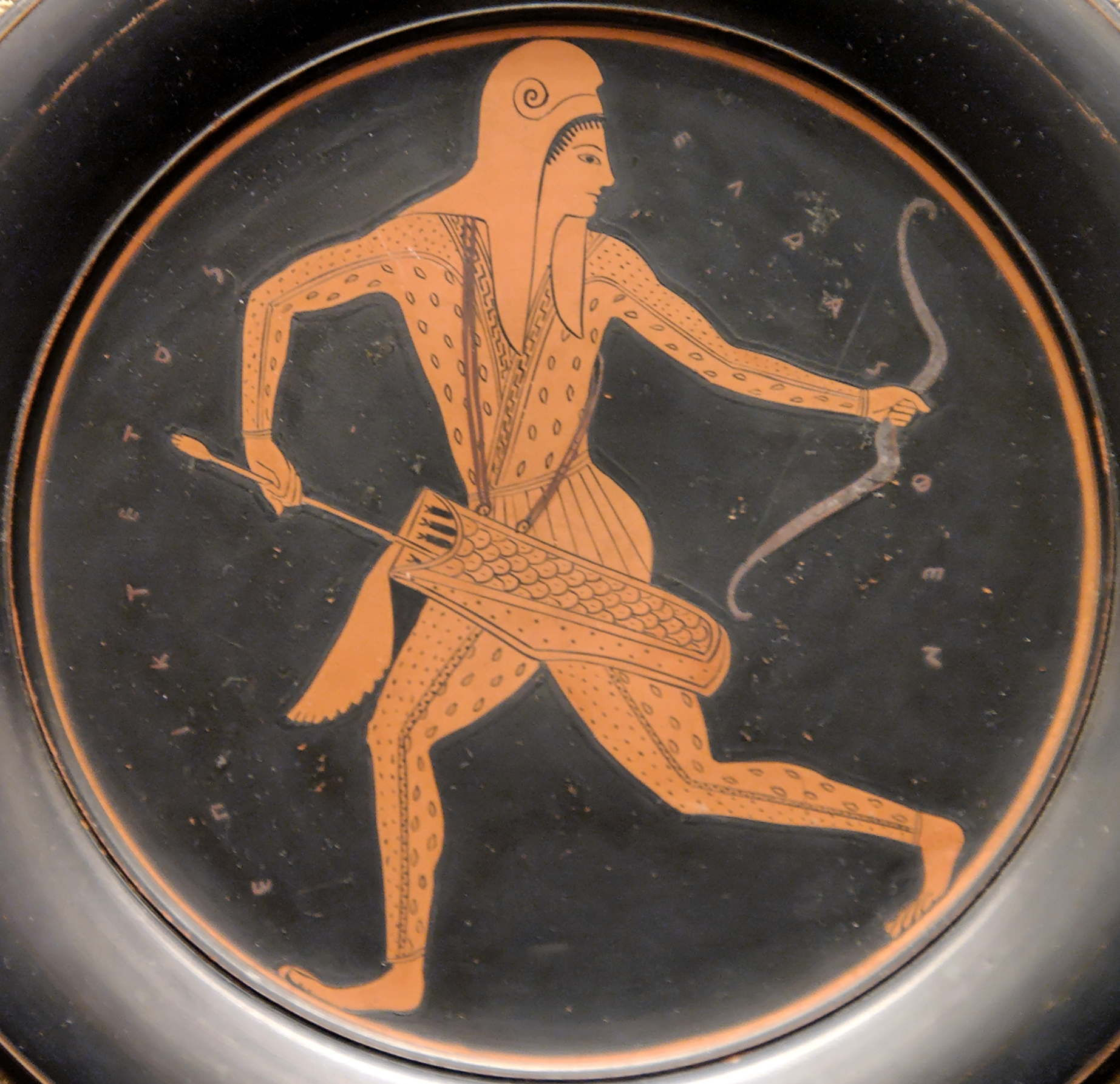
아티카 풍의 토기 그림에서 스키타이 궁수(아테네에서 경찰로 활동), 기원전 520-500년, 에피크테토스작

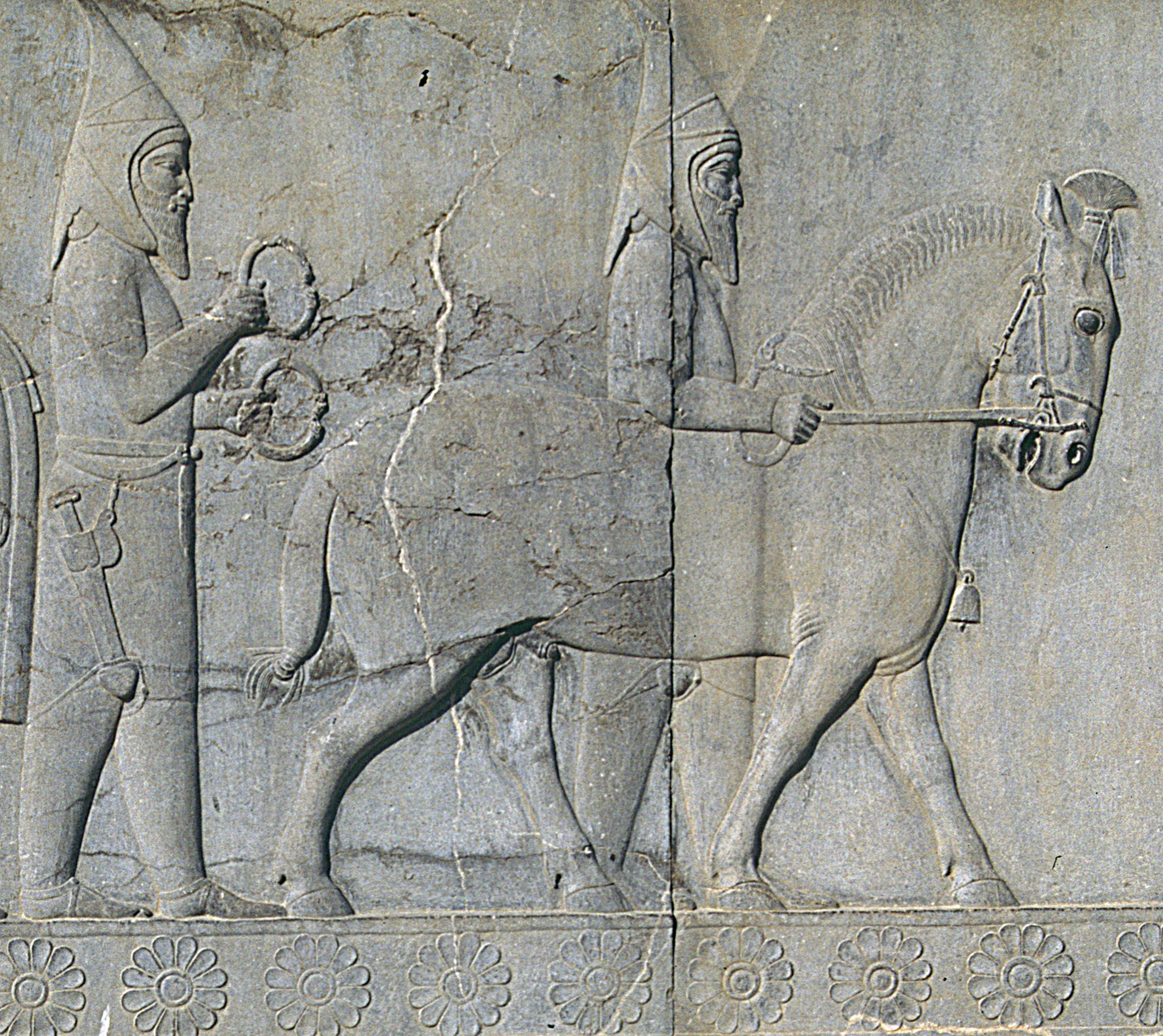
페르세폴리스의 아파다나 계단의 부조에 있는 스키타이 파견단

헤로도토스에 따르면, 스키타이인들의 복장은 부츠 안쪽으로 걷어 집어 넣은, 덧대어지고 누벼진 가죽 바지, 열린 튜닉으로 구성된다. 이들은 등자나 안장 없이, 안장 깔개만을 써서 말을 탔다. 헤로도토스는 스키타이인들이 의복을 만들고 연기를 내어 자신들을 정화시키기 위해서 대마초를 사용했다고 기록했으며(Hist. 4.73–75), 고고학적으로도 장례 의식에서 대마초의 사용을 확인했다.
스키타이 여성들은 남자들과 상당히 유사한 복장을 했다. 1990년대에 발견된, 파지르크 고분은 남성 한 명과 여성 한 명의 유골이 있었는데, 각 유골 모두 활, 화살, 도끼 들이 있었다. 헤로도토스는 사카인들이 "큰 모자와 … 바지를 착용했다."라고 언급했다. 의복은 보통 평조된 양모, 마포, 견직물, 펠트, 가죽 및 피혁으로 이뤄졌다.
파지르크의 유물들은 거의 완벽하게 보존된, 스키타이인/사카인들이 입었던 의류들을 많이 전해주었다. 아파다나, 베히스튠의 고대 페르시아의 박육조와 비문들, 고대 그리스 토기, 우크라이나, 러시아, 카자흐스탄, 중국 등에서 발견된 고고학적 발견물들은 스키타이의 의류에 대한 실제적 묘사들을 보여준다.
헤로도토스는 사카인들이 "끝 쪽이 가늘어지고 위로 뻣뻣하게 서 있는 큰 모자"를 썼다고 한다. 아시아의 사카인들의 모자는 페르세폴리스의 아파다나 계단 부조에서 귀를 넘어 목덜미로 늘어진, 높게 솟은 모자의 모습으로 명백히 확인할 수 있다. 중국에서 도나우강 유역까지, 스키타이인들은 헤로도토스가 묘사한 것처럼 원뿔 모양이거나 프리지아 모자처럼 좀 더 둥근 모양 등 다양하고 부드러운 모자를 썼던 것으로 보인다.

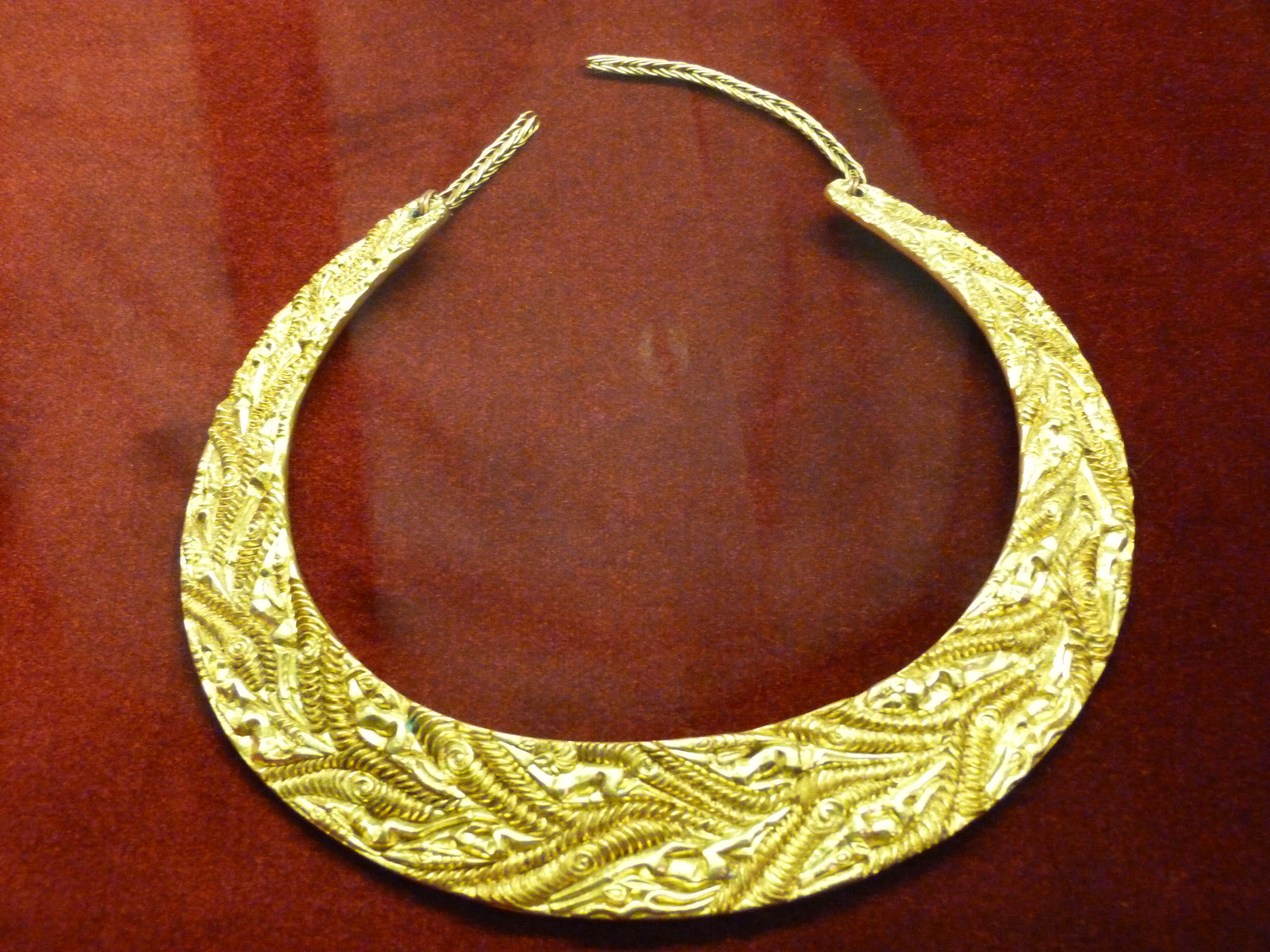
아르잔의 봉분에서 나온 가슴받이

스키타이 여성들은 다양한 머리 장신구들을 착용했고, 그 중에는 납작한 원통에 더 가까운 모양의 일부 원뿔이 있었고, 금속 (금으로 된) 장식판으로 장식된 것도 있었다.
파지르크 발견물들(남부 시베리아, 우랄과 카자흐스탄 계곡에서도 볼 수 있는)을 기반으로 한 일부 모자들은 북중국에 남아있는 유목민 모자와 유사한, 모자 위에 단단히 부착되어 쓰개의 필수적인 부분을 형성하고 있는 동물 문양의 목제 구조물로 덮였다. 남성과 여성 전사들은 보통 펠트 아플리케나 금속(금제) 장식판으로 장식한 튜닉을 입었다.
페르세폴리스의 아파다나는 사카인들의 튜닉을 관찰할 좋은 시작점을 다시 한번 제공한다. 여기서 복장은 소유자의 무기 (검, 단검, 고리토스, 전투도끼, 숫돌 등)는 벨트에 결속되어있고, 무릎까지 내려오고 벨트로 고정시킨, 바느질을 한 긴 소매의 옷으로 보인다. 우크라이나와 남부 러시아, 카자흐스탄에서 발견된 다양한 고고학적 발견물들을 바탕으로, 스키타이 남성과 여성들은 항상 벨트로 결속된, 긴 소매의 튜닉을 착용했고, 자주 벨트를 화려하게 장식했다. 카자흐스탄의 사카인(이시크 황금 남자/처녀)들은 짧고 폰토스 스텝의 스키타이의 것 보다 좀 더 딱 맞는 튜닉을 착용했다.

### 예술

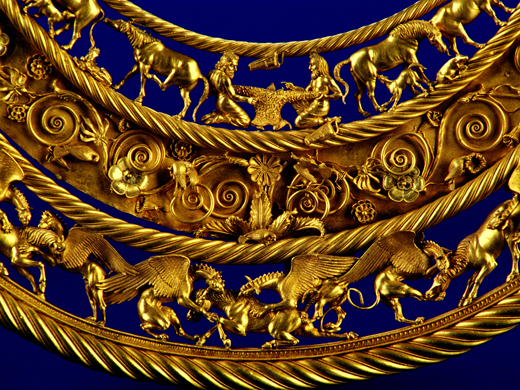
기원전 4세기 중반의 것으로 보이는, 우크라이나 포크로우 토스타야 모길라의 쿠르간에서 나온 그리스식 황금 고지트 또는 목덮개. 가운데 아래 부분은 두 마리의 그리핀에게 찢기고 있는 세 마리의 말을 나타낸다. 스키타이 미술은 동물의 모습에 특히 집중했다.

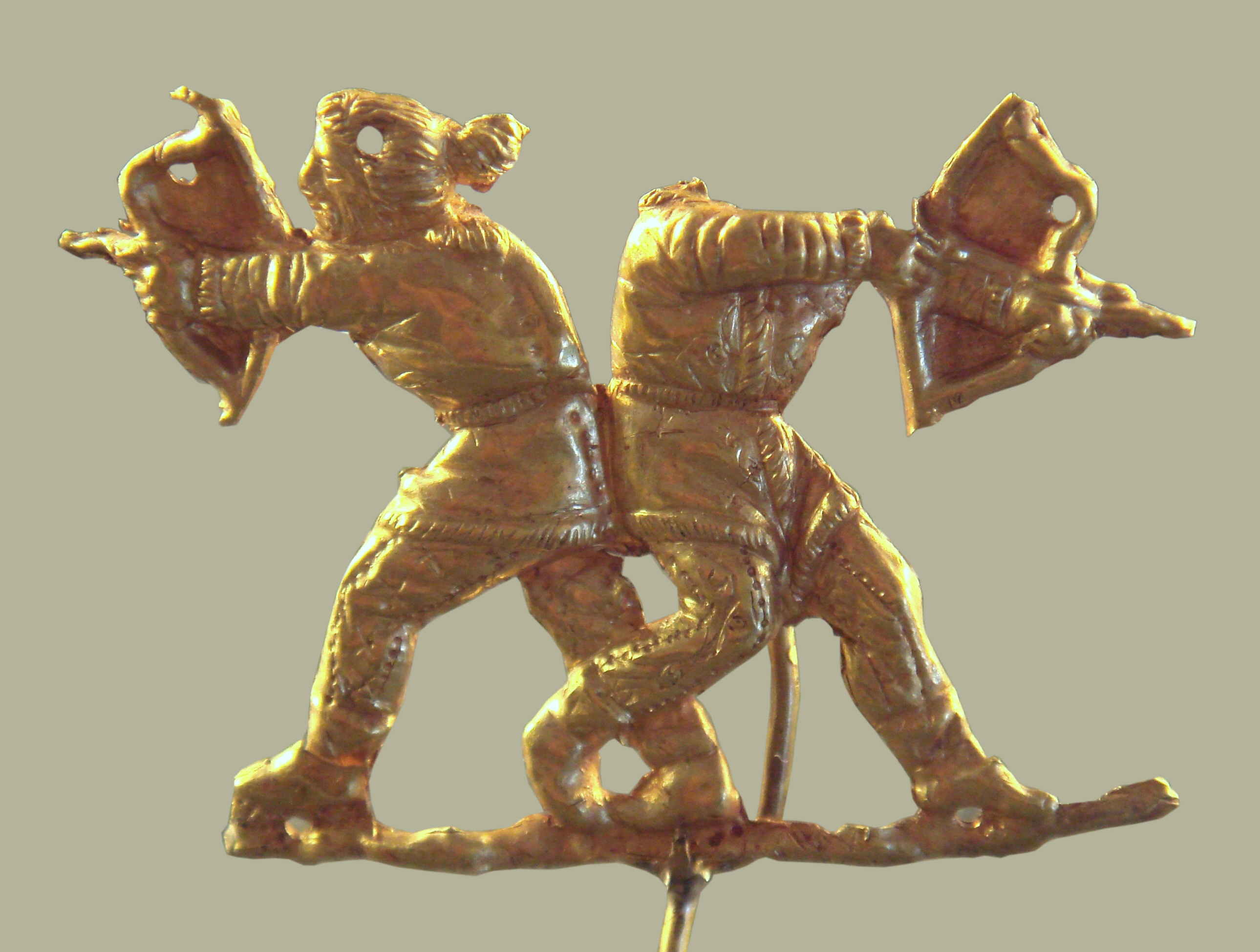
크림반도 케르치 (옛 판티카페움)에서 출토된 기원전 4세기의 스키타이 활을 가지고 활을 쏘고 있는 스키타이 궁수. 스키타이인들은 뛰어난 궁수들이었으며, 이들의 활쏘는 방식은 페르시아인들, 그 후로는 그리스인들을 포함한 다른 국가들에도 영향을 미쳤다.

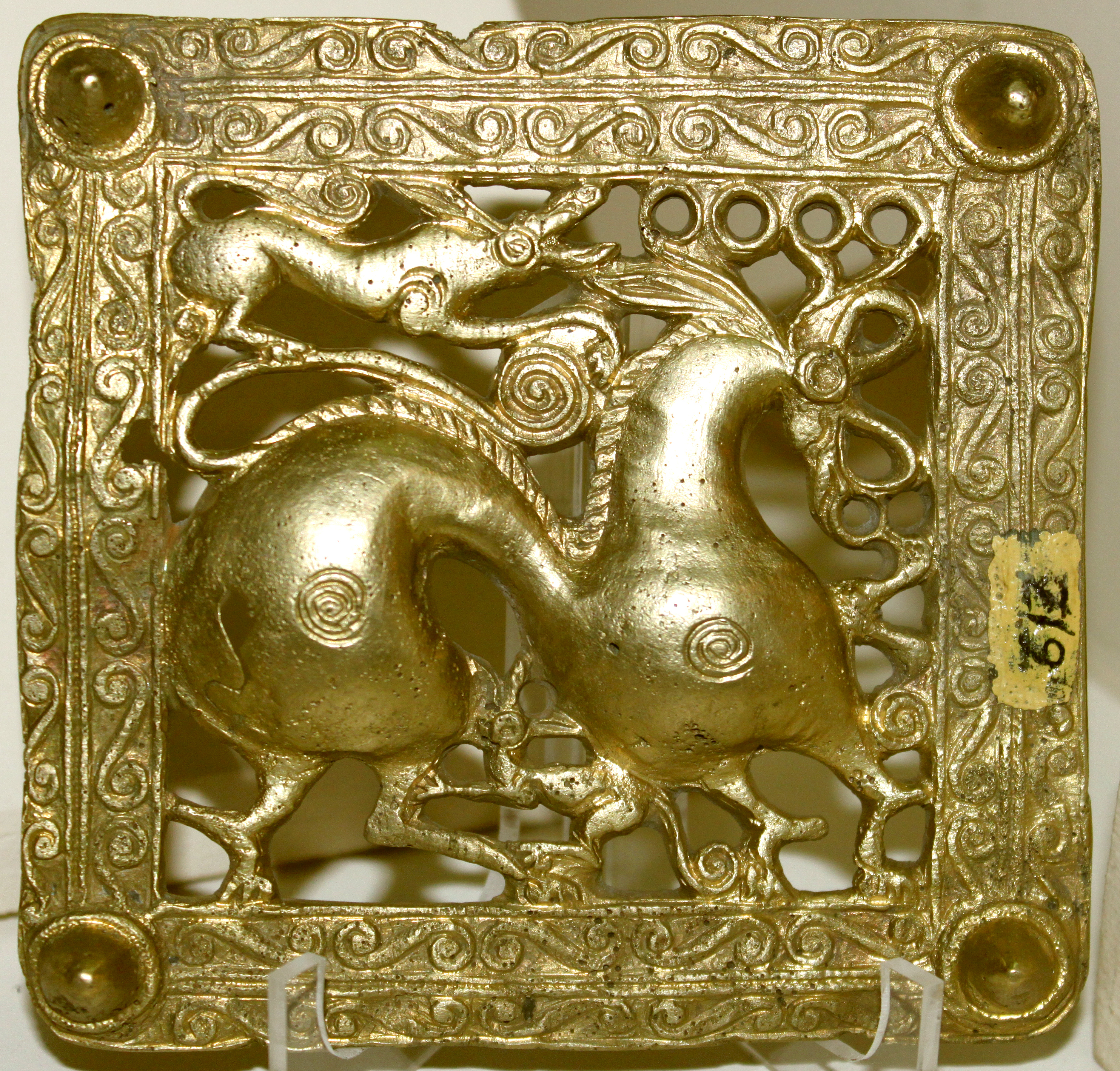
아제르바이잔 민게체비르 (고대 스키타이 왕국)에서 출토된 기원전 7세기 금제 스키타이 허리띠의 버클.

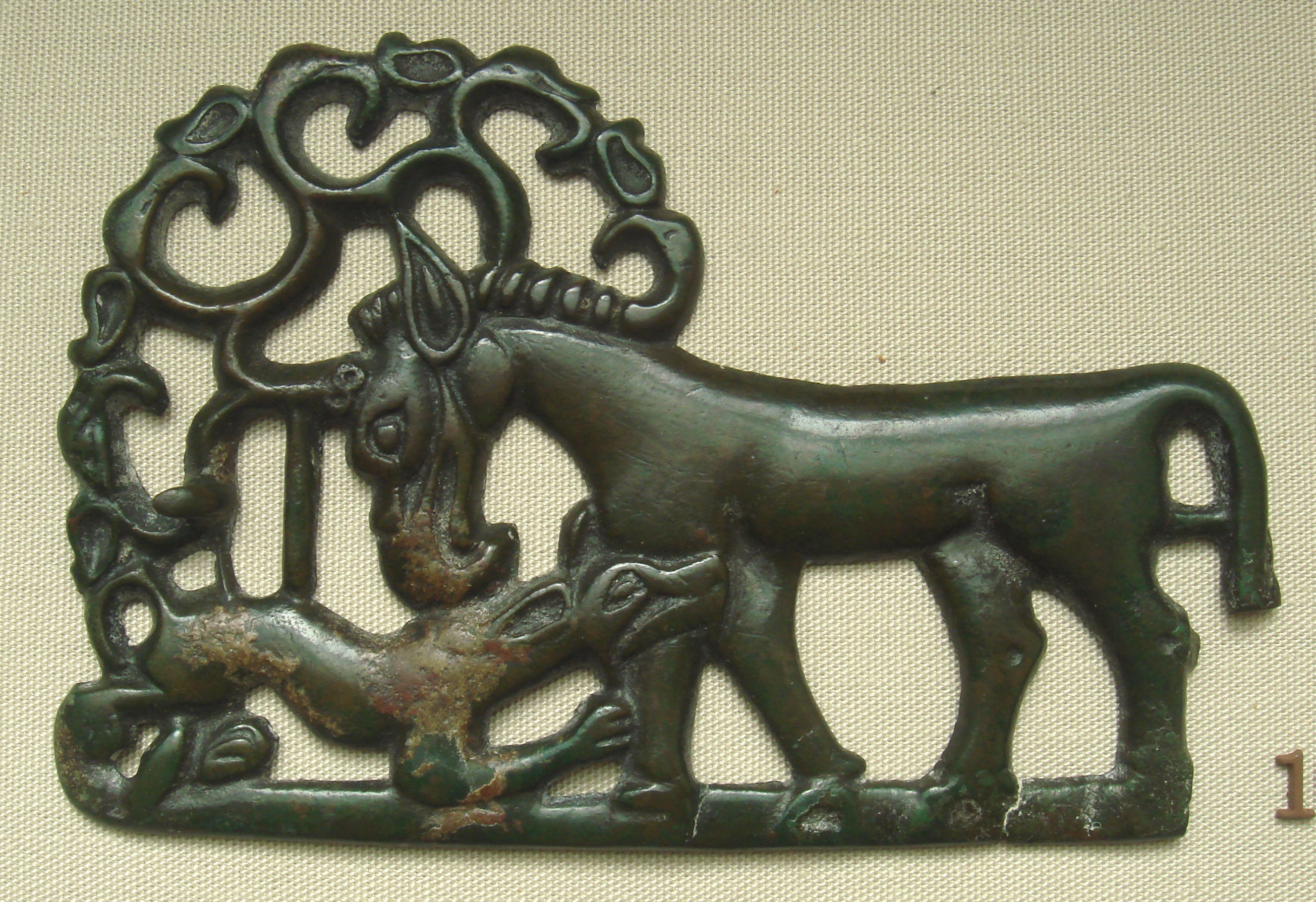
기원전 4세기의 오르도스 문화권의 청동 플라크; 말이 호랑이에게 공격받고 있다

흑해의 북쪽 곶을 따라 있는 그리스 식민지에 있는 장인들과 스키타이인의 접촉은 전 세계의 박물관에서 가장 화려한 유물들에 속하는, 그 유명한 스키타이 황금 장식물들 만들어냈다. 민족지학적으로 극도로 유용하기도 한, 금속 공예품에서 스키타이인을 수염난 장발의 코카소이드로 묘사한다. "그리스 스키타이 양식" 작품들은 스키타이인들이 그리스 문화 요소들을 이미 받아들인, 후기 시기부터 스키타이인을 헬레닉 스타일에 가깝게 묘사했으며, 가장 정교한 왕실 조각들은 이 수익성 있는 시장을 위해 그리스 금속세공업자들이 만든 것으로 추정한다. 유라시아 스텝 전역을 가로지르는 다른 금속 공예품들은 동물의장을 사용하며, 싸우거나 아래로 다리를 구부리고 있는 동물을 나타낸다. 이 양식의 기원은 불명확하지만, 인근 정주민들의 미술의 영향들을 주고 받았을 것이며, 유라시아의 넓은 곳을 가로지르는 소재에 관한 빠른 경로로 작용했다.

표범 모양의 금제 브로치, 방패나 가슴판 용으로 추정하며, 길이 33 cm에, 기원전 7세기 말의 것이다

남아있는 스키타이 유물들은 개인 장신구, 무기용 장신구, 말의 장신구 등 거의 대부분이 작고 가지고 다닐 수 있는 금속세공품들이다. 그러나 영구동토에서 나온 발견물들은 문신은 말할 것도 없이, 화려하고 선명한 직물, 가죽제품, 목공품들을 선보인다. 서부 스카타이의 왕실 조각들은 그리스의 사실주의를 지닌 말을 공격하는 날개 달린 그리폰, 싸우고 있는 사슴과 독수리 등 중앙 아시아의 동물 요소를 만들어내고, 젖을 짜는 양 같은 일상적 요소들과 결합시켜냈다.

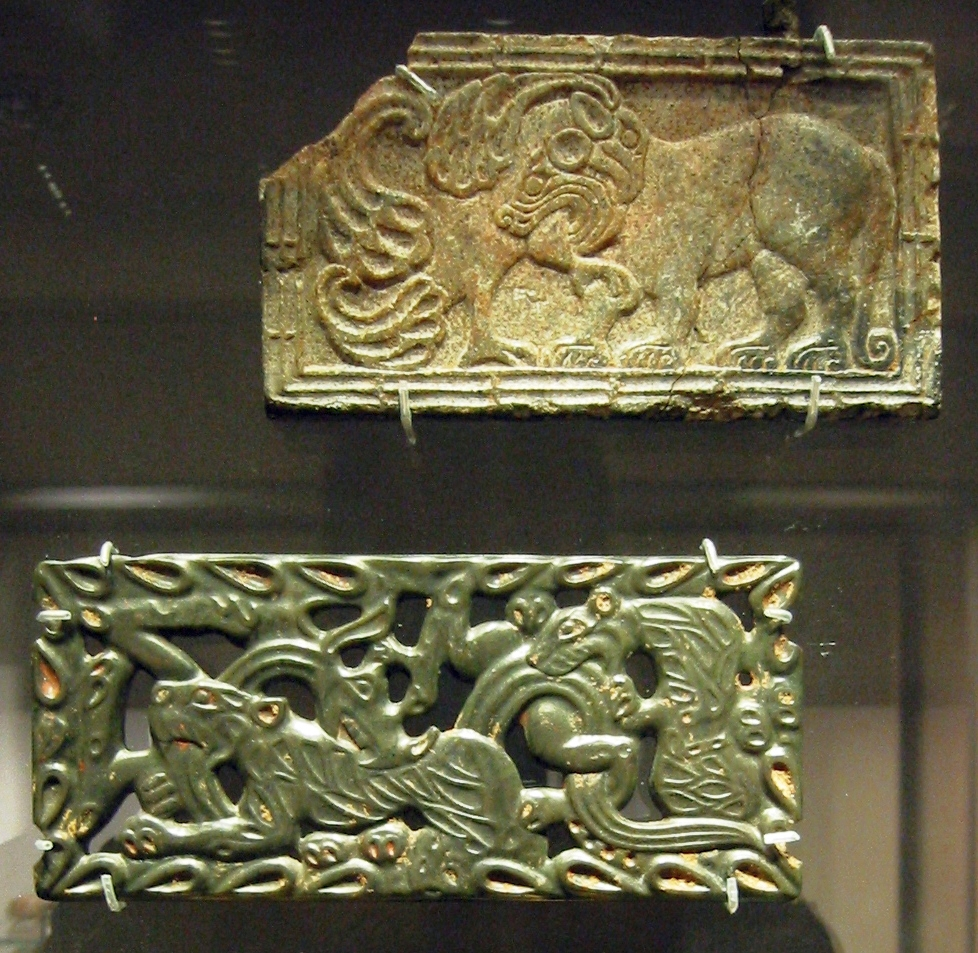
스텝 지역의 스키타이-동물의상으로 된 중국의 비취와 동석으로 된 허리띠 장신구 (기원전 4-3세기, 대영 박물관)

2000년에, '스키타이의 황금'이라는 전시회가 북미 대중들에게 흑해의 북쪽에 있던 그리스 장인들이 만들어내고, 현재 우크라이나의 평원에 봉분 속에 묻힌, 스키타이 유물들이 소개했다. 2001년에 훼손되지 않은 왕족 스키타이의 무덤의 발견은 그리스 양식의 직접적인 영향이 없는 스키타이 동물의상이라는 것을 알렸다. 시베리아의 투바 공화국의 수도인 키질 근처에서 발견된 이 무덤에서 44파운드 무게의 금들이 로열 스키타이 부부를 짓누르고 있었다.
중앙 아시아의 고대 영향들은 기원전 8세기부터 유목민들이 있는 서부와 서북부 국경지역과 중국 본토 지역의 접촉에 따라 중국에서 확인할 수 있게 되었다. 중국인들은 스텝 지역의 스키타이풍의 동물의상을 받아들였고 (싸우는 자세를 취한 동물의 묘사), 특히 금이나 청동으로 된 정사각형의 허리띠 장신구에 그랬고,  비취와 동석으로 자신들만의 양식으로도 만들어냈다.
스키타이의 영향력은 심지어는 한국과 일본에서도 확인되었다. 신라의 금관 같은 여러 한국의 유물들이 스키타이 양식으로 되어 있다고 한다. 교류를 통해 전달된, 유사한 금관이 고훈 시대 일본에서 찾아 볼 수 있기도 하다.

### 종교

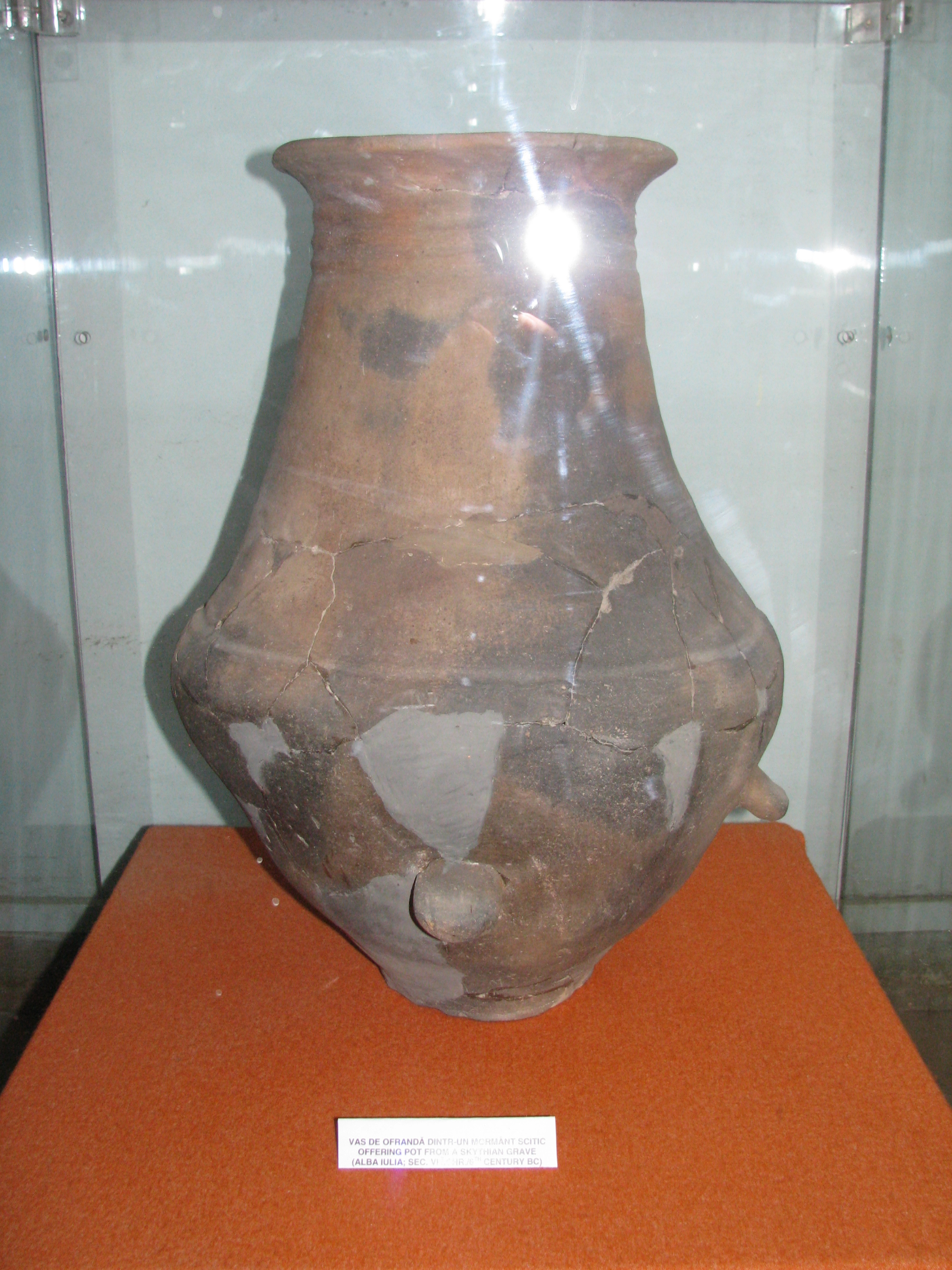
루마니아의 알바 룰리아에 있는 스키타이 무덤에서 나온 기원전 6세기의 공물 냄비. 알바룰리아 국립 연방 박물관

스키타이인들의 종교적 믿음은 조로아스터교 이전 이란계 민족 종교의 한 형태로 조로아스터교를 믿는 이란계 민족인 페르시아인의 신앙과는 달랐다. 스키타이 신들 중에 가장 중요한 이는 타비티로, 이후에 페르시아인들의 불의 신 아타르와 인도아리아인의 불의 신 아그니로 대체 된다. 스키타이인의 신앙은 조로아스터교와 힌두교의 체계 보다는 좀 더 원시적인 수준이었다. 점쟁이들이 최면 상태와 예언을 유도하기 위한 대마초의 사용은 스키타이 신앙 체계의 특징이었다. 성직자 계급인, 에나레이는 아르김파사라는 여신을 숭배했고 여성이던 것으로 추측한다.

## 언어

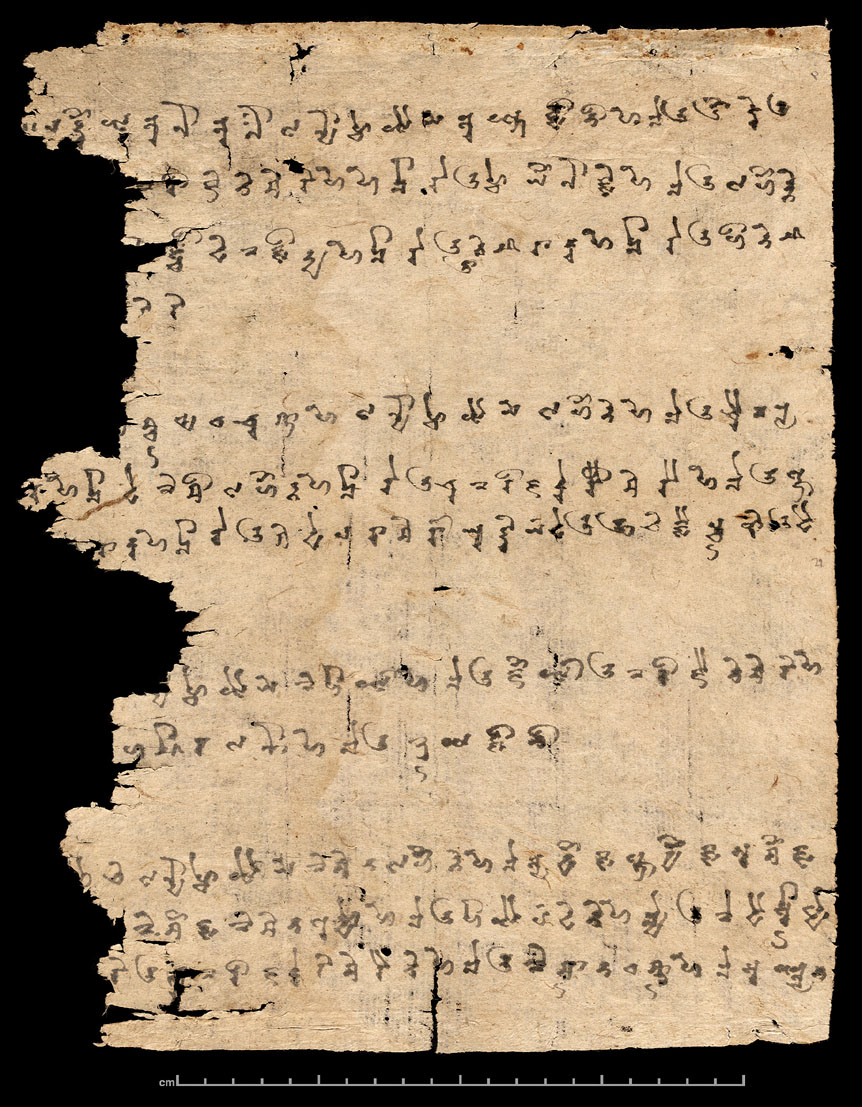
인도유럽어의 동부이란어군의 일종인 코탄 사카어로 기록된 코탄의 문서로, 띠를 나타내고 있으며, 종이의 잉크는 9세기 초의 것이다

초창기 스키타이 집단의 언어들은 확실히 증명된 바가 없고, 이 언어들의 내적 차이는 쉽게 판단하기가 어렵다. 이들 언어는 동부 이란어군 가족에 속한다. "스키타이-시베리아"고고학 문화에 포함된 모든 이들이 이 어군의 언어를 사용했는지 여부는 불확실하다.
스키타이어는 서쪽의 "스키타이-사르마티아어"와 동쪽의 "스키타이-코탄어" 또는 사카어라는 방언연속체가 형성됐을 것이다. 현대 학계의 일치 사항은 사카어는 북인도의 파미르어의 선조격 언어인 것이다. 스키타이어는 고대 후기와 중세 초기에 슬라브족과 튀르크족의 확장에 대한 결과로, 거의 대부분 사라지고 동화되었다. 일부 동부 어군의 잔재가 오늘날 중앙 아시아의 파슈토어와 파미르어로서 살아남았다. 구 스키타이의 서부 (사르마티아) 어군은 알란족의 중세 언어로 살아남았고 결국에는 현대의 오세트어가 되었다. 이 문서들은 튀르크어족계 카라한인들의 지배하에 있던 지역에 이슬람교가 도래하기 이전에 거의 대부분 작성되었다.

## 생김새
초기 생김새 분석은 스키타이인들이 동부 (파지르크 지역)에 있다하더라도, 지역과 시기 그리고 신분에 따라 혼혈인 '유럽-몽골인종"의 유전형이 발생하기도 했음에도 거의 대부분 "유럽인종"의 특징을 지녔을 것이라 만장일치로 결론내렸다.
예술품에서, 스키타이인들은 분명한 유럽인의 특징들로 묘사되었다. 역사에서, 5세기 그리스 역사가 헤로도토스는 스키티아의 부디니족을 붉은 머리에 회색빛 눈을 가진 이들로 묘사했다. 기원전 5세기에 그리스 의사 히포크라테스는 스키타이인들이 붉으스름 (purron)한 피부를 지녔다고 했다. 기원전 3세기, 그리스 시인 칼리마코스는 스키티아의 아리스마페스족{Arismapes (아리마스피족)}들을 약간 금발이라 묘사했다. 《박물지》에서, 1세기 로마 작가 대 플리니우스는 세레스를, 때로는 이란계 부족이나 토하라인들처럼 적발에 푸른 눈을 지녔다고 간주했다. 2세기 말, 기독교 신학자 알렉산드리아의 클레멘스는 스키타이인들이 약간 금발이라고 했다. 2세기 그리스 철학자 폴레몬은 적발과 푸르거나 회색빛 눈으로 특정 지어지는 북방인들 중에 하나에 스키타이인들을 포함시켰다. 2세기 말 또는 3세기 초에 그리스 의사 갈레노스는 사르마티아인, 스키타이인, 다른 북방 민족들이 붉으스름한 머리카락을 지녔다고 했다. 4세기 로마 역사가 암미아누스 마르켈리누스는 스키타이인들과 밀접한 관계에 있는 민족인 알란인들이 키가 크고, 보통 금발에 회색빛 눈을 지녔다고 하였다. 4세기 니사의 주교 니사의 그레고리우스는 스키타이인들이 밝은 피부색에 보통 금발이라고 기록을 남겼다. 종종 폴레몬을 따르는, 5세기 의사 아다만티우스는 스키타이인들이 보통 금발이라 했다. 동게르만족들이 후기 로마 자료에서 "스키타이인"이라고 자주 나타나기에, 아다만티우스와 그레고리우스의 생김새 묘사가 동게르만족을 가리키는 것일 수도 있다.

## 역사기록학

### 헤로도토스

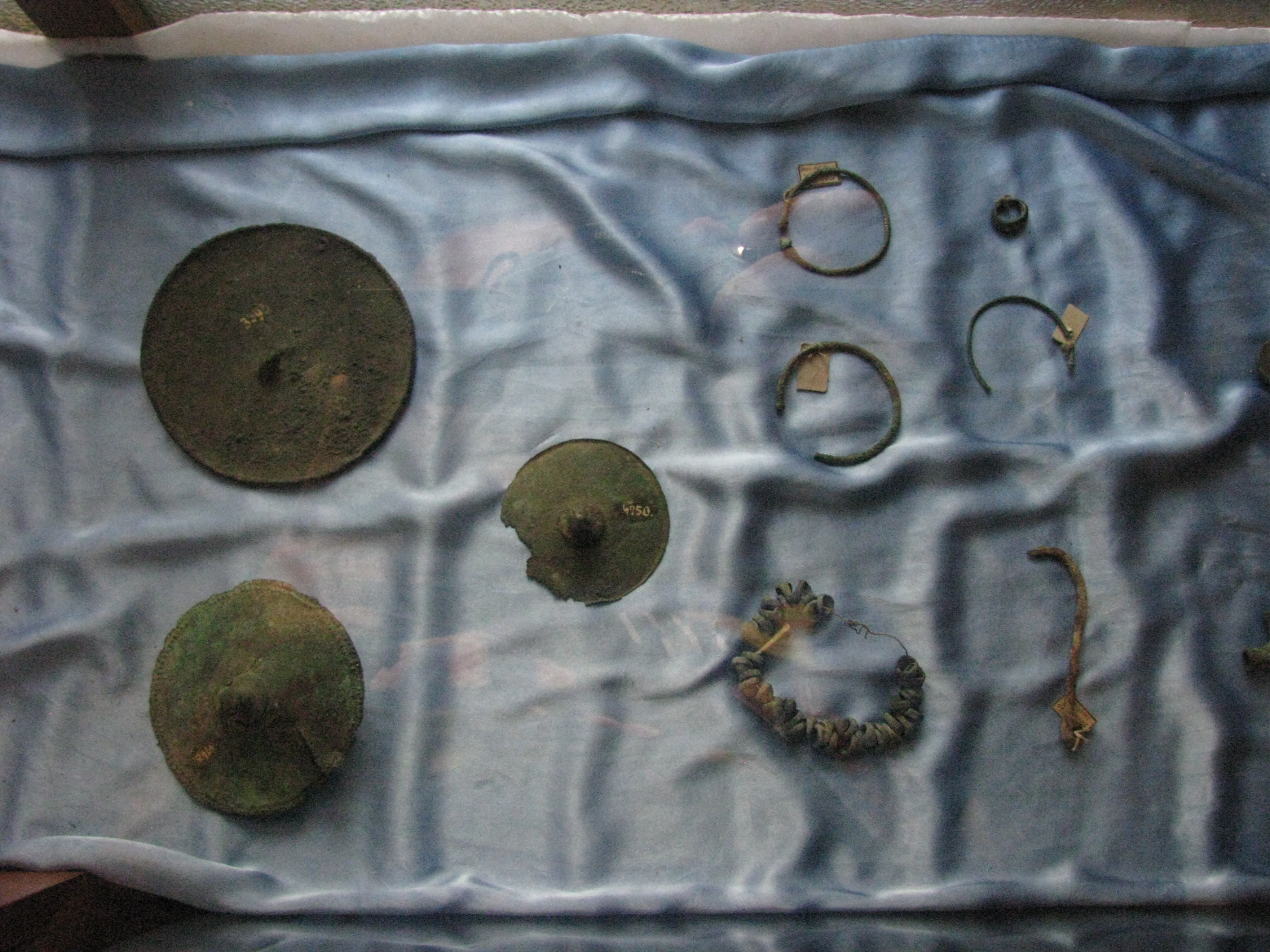
트란실바니아에서 나온 스키타이 유물로, 루마니아 아이우드 아이우드 역사 박물관에서 전시 중

헤로도토스는 스키티아 북쪽 지역에 겔로누스라는 거대 도시에 기록을 남겼고, 오늘날 우크라이나 빌스크 인근의 한 지역으로 추정한다:
부디니족은 크고 강력한 민족이다. 그들은 모두 깊고 푸른 눈과 밝은 적발을 지녔다. 이들의 영토에는 겔로누스라고 불리는 도시가 있으며, 모두 목제로 된, 높은 벽과 대략 5.5km 마다 설치된 30개의 감시탑 (τριήκοντα σταδίων)으로 둘러싸였다. 그곳의 모든 주택들과 신전들은 같은 재료로 만들어졌다. 이곳의 신전들은 그리스의 신들을 기리기 위해 지어졌고, 모두 목제로 된 그리스풍의 그림, 제단으로 장식되었다. 3년 마다 바쿠스를 기리는 축제가 있으며, 이 축제에서 토착민들은 바쿠스의 분노에 빠진다. 사실 겔로누스인들은 과거의 그리스인들로, 해안가를 따라 있는 작업장에서 쫒겨나, 부디니족에게 망명을 와서 거처를 얻었다. 이들은 심지어 반은 그리스어로 반은 스키타이어로 말을 한다.
헤로도토스와 다른 고전 역사가들은 스키타이족 근처에서 사는 꽤 많은 부족들을 기록했고, 아마도 동일한 일반적 환경과 흔히 말하는 "스키타이 문화"라는 유목민들의 스텝 문화를 공유했을 것이며, 그럼에도 학자들은 "언어학적 스키타이인"과 그들의 정확한 관계를 결정하는 데 어려움을 겪었을 지도 모른다. 이들 부족들에는 아가티르소이족, 겔로누스족, 부디니족, 네우로이족들이 포함된다.
헤로도토스는 스키타이인들의 기원에 관한 네 가지 다른 이야기를 전한다:
1. 첫 번째 (4.7) 이야기는 스키타이의 전설에 관한 것으로, 초대 스키타이왕 타르기타우스 (Targitaus)를 하늘신과 드네프르강의 딸의 자녀로 나타낸다. 타르기타우스는 페르시아인들이 스키티아로 침입하기 전이나 기원전 1,500년 이전까지 1천년을 살았다고 한다. 그에게는 아들 셋이 있었는데, 그들 앞에 하늘에서 쟁기, 멍에, 컵, 전투도끼 등 금으로 된 네 개의 도구가 떨어졌다. 막내 아들만이 금 도구에서 불이 붙지 않게 만지는 데 성공했고, 이 아들의 후손들은 헤도도토스가 "왕족 스키타이"라고 불렀고, 금으로 된 도구들을 지키는 일을 계속했다.
2. 두 번째 (4.8) 이야기는 폰토스계 그리스인들이 전하는 전설로, 스키타이인들의 초대 왕이 헤라클레스와 에키드나의 자녀로 등장한다.
3. 세 번째 (4.11) 헤로도토스가 말하길 가장 믿을 만하다고 하며, 스키타이인들이 마사게타이족 (페르시아 북동쪽에 살았던 강력한 스텝 유목민족)과 전쟁이 이들을 서쪽으로 가게 할 때까지, 중앙 아시아 남부 지역에서 있다가 왔다고 한다.
4. 네 번째 (4.13) 이야기는 헤로도토스가 술에 흠뻑 취한 체로 북동쪽으로 스키티아 너머 더 멀리 갔다가 주장하는 그리스 음유시인 아리스테아스의 전설에서 기인했다. 이 전설에 의하면, 스키타이인들은 이세도네스족과 분쟁이 일어날 때까지 원래 리파이우스 산맥 남쪽에 살았다가, 키클롭스들의 압박을 받게 되자, 서쪽으로 이주하기로 결정했다고 한다.

페르시아인과 아시아의 다른 민족들은 아시아에 사는 스키타이인들을 사카족이라 나타냈다. 헤로도토스 (IV.64)는 이들이 다른 이름을 가지고 있지만, 스키타이인이라고 묘사했다:
사카이 또는 스키타이인들은 바지를 입었고, 한쪽이 솟아있는 크고 뻣뻣한 모자를 썼다. 그들은 자신들 나라의 활과 화살을 들고 다녔으며, 추가로 전투 도끼 또는 사가리스를 휴대했다. 그들은 진정 아미르기오이 (서방) 스키타이족이었지만, 페르시아인들은 자신들이 그들에게 붙인 이름이기에 사카이라고 부른다.

### 스트라본
기원전 1세기에, 그리스계 로마인 지리학자 스트라본은 박트리아와 소그디아나 너머 중앙 아시아에 위치했던 동부 스키타이인들에 대한 방대한 기록을 남겼다.
스트라본은 그가 "스키타이인"일 것이라 믿었던 다양한 부족 명칭을 기록했고, 그렇게 함으로써 동중앙아시아의 관련없는 부족들과 스키타이인들을 거의 확실히 합쳐버렸다.
카스피해에서 시작하는, 오늘날 스키타이인들의 많은 이들은 다예라고 불리며, 이들 보다 더 동쪽에 위치한 자들은 마사게타이족과 사카이라고 불리지만, 각각의 스키타이 부족민들이 자신들만의 이름이 있음에도, 모든 나머지 지역들은 스키타이인라는 일반적인 명칭이 주어진다. 스키타이인들은 거의 대부분이 유목민들이다. 그러나 가장 잘 알려진 유목민들은 그리스인들을 박트리아에서 몰아낸 이들로, 바로 아시이족, 파시아니족, 토카리족, 사카라울리족이며, 이들은 사카이와 소그디아니의 나라들과 인접하고 사카이에게 정복되었던 야크사르테스강의 반대편에 있는 나라에서 왔다. 그리고 다예에 말하자면, 그들 중 일부는 아파르니, 또 몇몇은 크산티이, 그리고 그중에 몇몇은 피수리라고 불린다. 오늘날에 아르파니족들은 히르카니아와 바다와 맞닿는 곳에 가까이 있으며, 나머지 부족들은 아리아를 향해 쭉 뻗어 있는 지역에까지 퍼져있다.
이들과 히르카니아, 파르티아 그리고 저 멀리 아리아 사이는 거대한 메마른 사막이 있으며, 스키타이인들은 이 사막을 가로질러 히르카니아, 네사이아, 파르티아 평야에도 살았다. 이들은 조공을 받치는 데 동의했는데, 이 조공은 특정 정해진 시기에 이들이 땅을 휘젓고 약탈을 허용하게 해줬다. 하지만 허용한 것 보다 더 난동을 피워서, 전쟁이 뒤따랐고, 결국 그들의 불만이 생겨 새로운 전쟁이 시작되었다. 항상 이웃을 공격하고 그 다음에는 서로의 차이를 해결하는 등 다른 유목민들도 그런 삶을 살고 있다.

(스트라본, 지리학, 11.8.1; transl. 1903 by H.C. Hamilton & W. Falconer.)

### 인도 자료

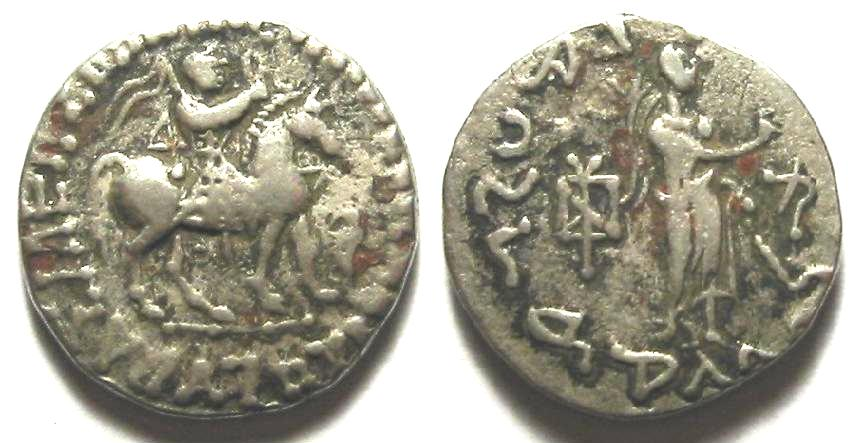
인도-스키타이왕 아제스 2세 (제위 기원전 35년경–12년)의 은화. 은화에 있는 왕족의 탐가 참고.

사카인들은 푸라나, 마누 법전, 라마야나, 마하바라타, 파탄잘리의 마하브스야 등을 포함한 인도 서적들에서 수 차례 언급되었다.

## 유전학
수많은 고대의 미토콘드리아 DNA (mtDNA) 샘플들은 추정상 옛 스키타이인들의 "선조들"인 유라시아 스텝과 시베리아 극지대에 있는 청동기와 철기 시대의 무덤에서 나온 유해를 통해 복원되었다. Y-DNA와 비교했을 때, mtDNA는 세포 당 많은 mtDNA 복제본이 있어서 고대 표본들을 추출하고 늘리는 데 좀 더 수월하다.
초창기 연구들은 mtDNA의 일부만을 분석할 수 있었으므로, 현대의 서유라시아인이나 동유라시아인과 관련성에 대한 넓은 상관관계들만을 제공할 수 있었다. 예시로, 2002년 연구에서 카자흐스탄의 베랄 (Beral) 지역 쿠르간에서 매장된 사카 시대의 남성과 여성의 유골의 미토콘드리아 DNA가 분석되었다. 두 유골의 유전자들은 밀접한 관련이 없는 것으로 나타났다. 남성의 HV1 미토콘드리아 sequence는 유럽인들에서 주로 흔한 Anderson sequence와 유사했다. 여성의 HV1 sequence는 아시아의 기원을 한 거에 가까웠음을 나타냈다.
좀더 최근 연구들에서는 특정한 mtDNA 혈통을 위주로 가능할 수 있었다. 예시로, 2004년 연구는 알타이 공화국의 키질 (Kizil) 지역의 "스키타이-시베리아인" 남성에서 얻은 HV1 sequence를 조사했고, 모계쪽 혈통이 지리학적으로 서부 유라시아 혈통인 N1a에 속했다. 같은 연구 팀이 알타이 공화국에서 발견된 두 스키타이-시베리아 유골에서 나온 mtDNA를 다시 조사했는데, 이들이 전형적인  "유럽-몽골인종의 혼혈"이었던 것으로 나타났다. 이 유골들 중에 하나는 모계쪽 혈통으로 F2a을, 나머지 한 명은 D 혈통을 지닌 것으로 나타났으며, 두 혈통 모두 동부 유라시아인들의 특징들이다.
이 초기 연구들은 러시아 학자들의 증가하는 연구량에 의해서 구체화되었다. 이들 연구의 결론은 (i) 초기 청동기 시대의 동서 유라시아 혈통의 혼혈들은 서 유라시아 혈통과 함께 동쪽 멀리에서도 발견되지만, 그 반대의 경우는 그렇지 않다; (ii) 철기 시대 쯤에 서부 스텝에서 동 유라시아 혈통의 늘어나는 증거와 함께 명백한 역전이 일어났다; (iii) 발칸반도-다뉴브, 이란 지역들 등 남쪽에서 스텝 지역으로 향한 이주민들의 역할 가능성이 있다.
그러나 이 비교는 현재는 세련되지 않은 기술인 단연쇄반복 (STRs) 로 보여지는 것에 근거하여 이루어졌다. 2009년 Keyser et al가 한 연구 이래로, "유럽계" R1a (M458, Z280) 와 "남아시아계" R1a (Z93)를 정확히 구분할 수 있는, 집단과 지리학적으로 명확한 SNPs가 발견되었다. 이들 보다 구체적인 하위 항목에 대한 고대 스키타이-시베리아인 샘플 재분석이 유라시아 스텝 집단들이 궁극적으로 동유럽이나 유라시아 중 하나나 그 둘 모두를 기원으로 했는지 안 했는지를 분명하게 할 것이다. 또한 헤로도토스의 유럽의 "고전" 스키타이인들, 중앙 아시아의 사카이, 또는 스키타이 문화에 속하는 극동 (알타이 지역)의 이름없는 유목민 집단 등 어느 집단이 연구되었는가에 달려있기도 하다.
철기 시대 흑해의 스키타이인들의 미토콘드리아 혈통에 대한 2017년 연구에 의하면, 다른 고대 집단과 북 폰토스 스텝 지역 (NPR) 스키타이인의 mtDNA 혈통 비교가 청동기 시대 스루브나야 집단의 견본과 가까운 유전적 유사성을 암시하며, 이 유사성은 스루브나야인들이 NPR 스키타이인의 선조라고 주장하는 고고학적 가설과 일치한다.
최근 새로운 aDNA 실험들은 유라시아 전역의 다양한 고대 표본들로 이뤄졌고, 그 중에 두 개는 스키타이 무덤에서 나온 것들이다. 이때 SNPs의 현대 기술들 (이전 실험의 STRs와 비교했을 때)이 사용되었다. 볼가 지역과 유럽 스텝 지역의 철기 스키타이 표본은 동유럽인도 남·서아시아인들과도 밀접한 관련이 없는 것으로 나타났다. 실험 결과에 의하면 두 표본은 남·중앙아시아의 이란어군 화자들과 서아시아의 북부 지역 사람들과 동유럽 사람들 간에 연관성이 있는 것으로 나타났다. 이 결과는 스키타인들의 지리학적 기원과 일치한다.
남부 우랄 지역, 동카자흐스탄, 투바에서 나온 표본에 대한 고대 유전자 다형 분석은 서부와 동부 스키타이인들이 각자의 지리학적 지역에서 독립적으로 발생했고 기원전 1천년 동안에 서부 집단에서 동부 집단으로 유전자 흐름이 비대칭적인 대단한 인구 증가를 경험했다는 것을 반대의 경우 보다 나타냈다. 철기 시대 서부 스키타이인과 관련된 현대의 집단은 캅카스, 러시아, 중앙 아시아의 다양한 민족 집단들에서 발견되고, 많은 이란인과 다른 인도 유럽어 화자 집단들 사이에도 퍼져있다. 동부 스키타이 집단과 유전적 유사성이 있는 집단들은 거의 대부분 튀르크어 화자들, 특히나 튀르크어의 킵차크어 계열 화자들에서 집중적으로 확인된다. 이러한 결과는 유럽과 동아시아 사이의 스텝 지역을 가로지르는 유전자 흐름과 일치한다.

## 유산

### 근세 시기 사용

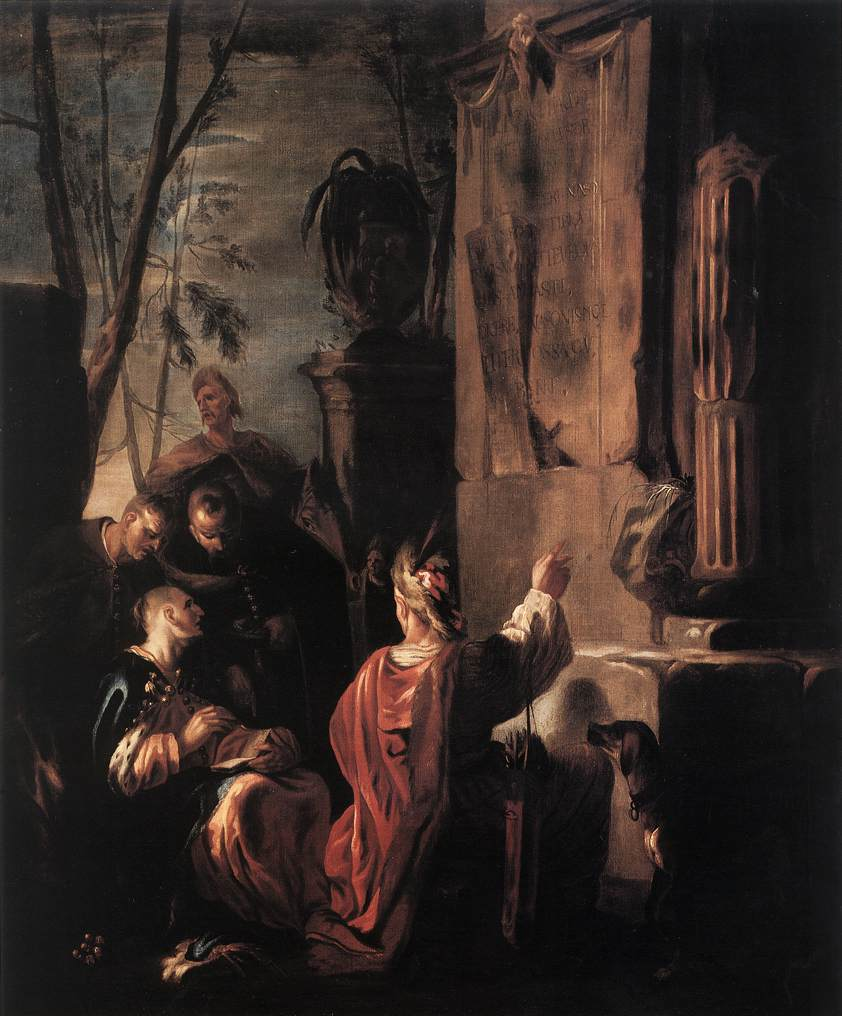
오비디우스의 무덤에 있는 스키타이인들 (1640년경, 요한 하인리히 숀펠트작

그리스 역사가들이 구축한 평판 때문에, 스키타이인들은 오랫동안 잔인함과 야만함의 전형으로서 역할을 했다.
신약 성경에 있는 파울루스가 쓴 편지에서, "스키타이인"은 누군가들에게는 경멸적으로 여겨지나, 그리스도에서는 신에게 받아들여지는 사람들의 예시로 사용된다:
 여기에는 그리스인도 유대인도 없다. 할례 받은 이도 할례 받지 않은 이도 없다. 야만인도, 스키타이인들 조차 없다. 노예나 자유인도 없다. 그리스도만이 모든 것이며 모든 것 안에 있다.

예시로 셰익스피어는 스키타이인들이 그들의 자녀를 먹어버렸다라는 전설을 자신의 희곡 리어왕에서 언급한다:
야만스러운 스키타이인이나

자신의 식욕을 채우기 위해

자식들을 먹는 자라도, 내 가슴엔

가까울 것이며 내 동정과 구원을 얻으리라,

나의 딸인거처럼 말이다.

특징적으로, 아일랜드에 대한 근세 잉글랜드의 담론은 아일랜드의 토착민들이 이 고대의 "유령"들로부터 유래되었다는 것을 확신시키기 위해 종종 스키타이인들과 비교를 했고, 아일랜드인들이 잉글랜드인들이 주장했던 조상들만큼이나 야만스러운 이들임을 알렸다. 에드먼드 스펜서는 다음과 같이 썼다.
내 생각하기에 아일랜드에 정착한 민족 중에 최초는 스키타이인일 것이라 본다 ... which firste inhabitinge and afterwarde stretchinge themselves forthe into the lande as theire numbers increased named it all of themselues Scuttenlande which more brieflye is Called Scuttlande or Scotlande.

이 기원의 증거들로, 스펜서는 피를 마시는 것, 유목민적인 생활방식, 망토를 걸치는 것과 특정한 머리카락 모양 등 아일랜드인들의 관습이라 주장하는 것들, 그리고
또한 아일랜드인들 사이에서 쓰이는 함성에는 스키타이의 야만성의 경향이 묻어나온다.

인용하였다.
스펜서의 출처 자료들 중 하나인 윌리엄 캠든은 이 기원 전설에 대해 이렇게 평했다.
그들은 워낙 오래된 이들이고, 거의 대부분의 국가들의 지배자이었으며, 항상 무적이었고, 다른 제국에게 종속된 적이 없었던 것을 보아, 스키타이족의 후예로부터 전래했다는 것은 불명예스러운 것이라 생각될 수 없다.

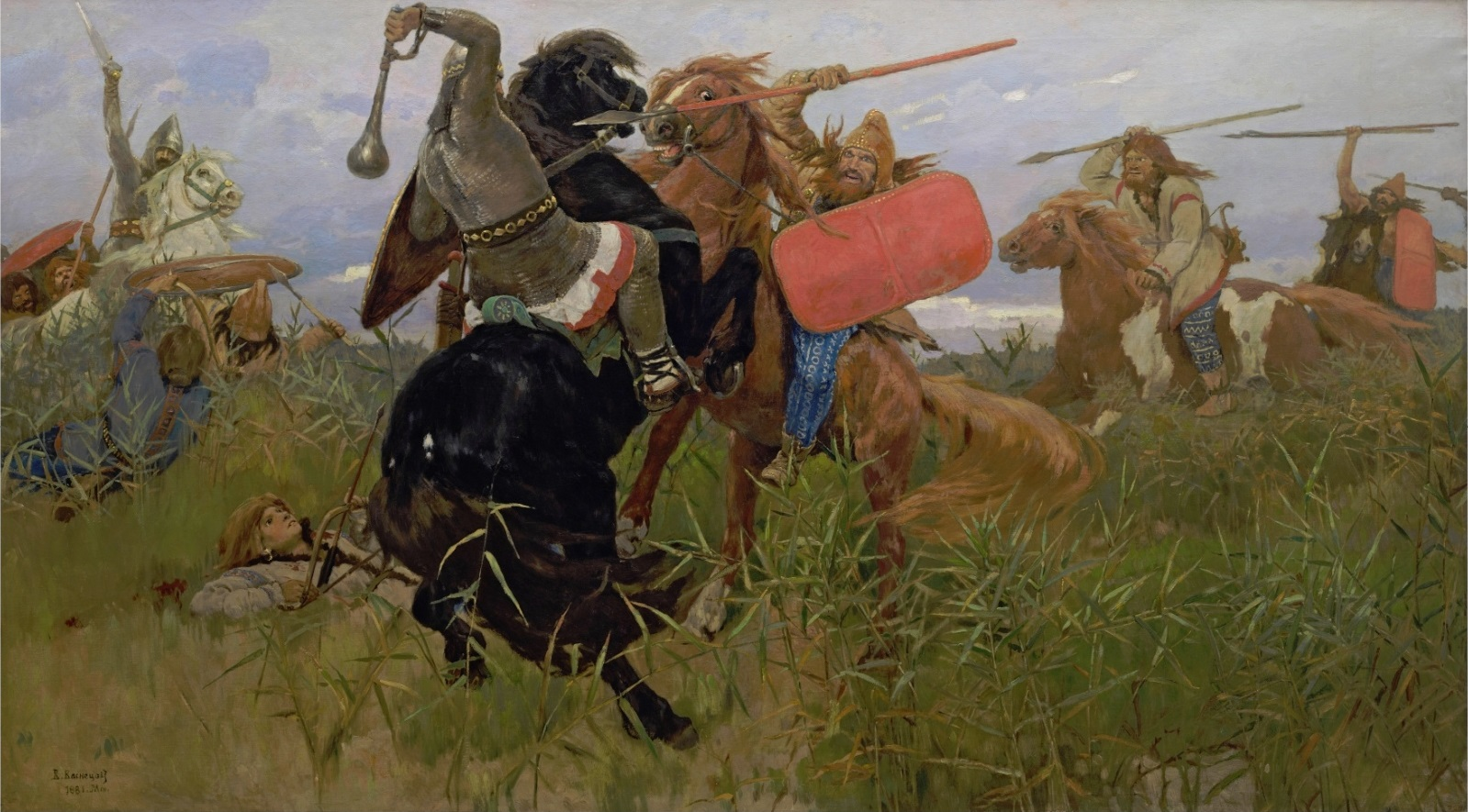
국민낭만주의: 스키타이인과 슬라브인 간의 싸움 (빅토르 바스네토프, 1881)

15세기 폴란드 연대기작가 얀 드우고시는 사르마티아인들을 폴란드의 선사시대와 연관 지은 인물이며, 이 연관은 마르친 비엘스키, 마르친 크로메르, 마치에이 미에호비타 등의 다른 역사가들과 연대기 작가들이 이어갔다. 다른 유럽인들은 국제 통용 언어로 폴란드-리투아니아 연방의 영토와 민족들에 대한 정보의 상당한 출처를 제공한 미에호비타의 Tractatus de Duabus Sarmatiis에 대한 폴란드의 사르마티즘 관점에 의존한다.
이들 전통에서는 사르마티아인들이 노아의 아들 야벳의 후손들이라 명시한다.
17, 18세기에 러시아 외부인들은 러시아인들을 스키타이인들의 후손이라 여겼다. 18세기 시에서 러시아인을 스키타이인이라고 일컫는 것이 전통적인 것이 되었고, 알렉산드르 블로크는 그의 마지막 시, 스키타이족 (1920)에서 이 전통을 풍자적으로 그려냈다. 19세기에 서구의 낭만주의 계열 수정주의 역사학자들은 문학에서 "야만인" 스키타이인을 자유분방하고, 용감하며 민주적인 모든 금발 원시 인도유럽인의 조상으로 변화시켰다.

### 후예 주장들

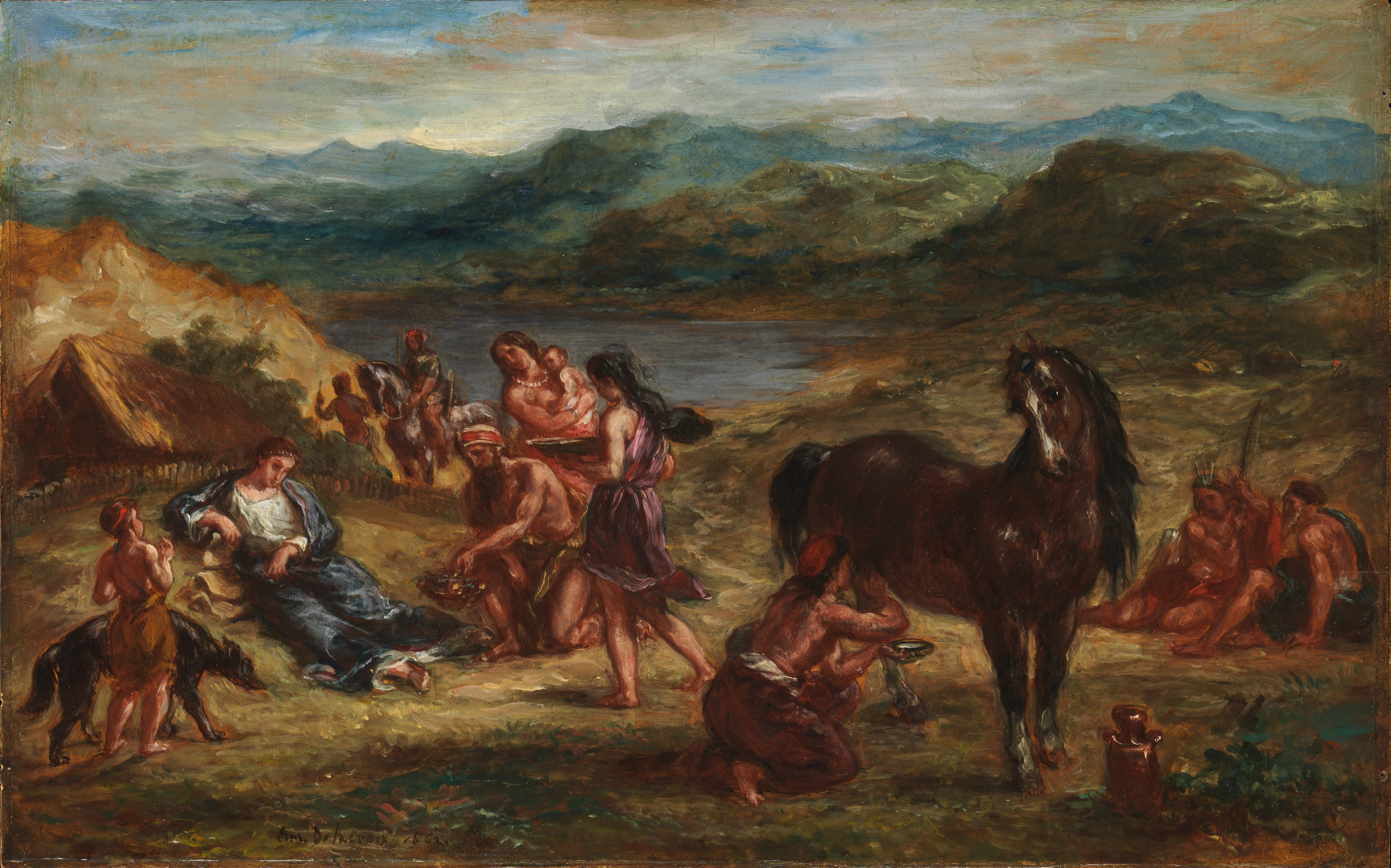
스키타이인들 사이에 망명 중인 로마의 시인 오비디우스에 대한 외젠 들라크루아의 그림

오세트인, 파슈툰인 (특히, 사카자이족), 자트인, 파르티아인 (카스피해 동쪽을 본토로 두는 이들로 카스피해 북쪽에서 내려왔을 거라 생각된다.)을 포함한 많은 민족 집단들은 스키타이인의 후손일 수 있다는 주장을 해왔다. 일부 폴란드인, 픽트족, 게일족, 헝가리인 (특히, 야즈인) 등 다른 민족들의 전설들은 스키타이인에서 기원했다는 언급을 한다. 몇몇 작가들은 스키타이인들이 사실상 마찬가지로 메디아 제국과 함께 캅카스 알바니아를 세웠다고 주장한다.
스키타이인은 몇몇 켈트인의 민족 기원 전설에서 또한 등장한다. 1320년 아브로스 선언문의 두 번째 단락에서, 스코틀랜드 엘리트 계층들은 스키티아가 스코트인들의 옛 본토라고 주장한다. 11세기 《에린 침략의 서》 , 14세기 학자의 지침서와 아일랜드 민속 설화에 의하면, 아일랜드인들은 스키티아에서 기원했고 오검 문자를 만들어 낸 스키타이인 귀족 페니우스 파라사이드의 후손들이라 한다.
카롤링거의 프랑크인 왕들은 메로빙거 왕조의 선조를 게르만계 부족 시캄브리에서 찾았다. 투르의 그레고리우스가 쓴 프랑크인의 역사에 있는 그의 기록들에서 클로비스 세례를 받았을 때, 클로비스는 "Mitis depone colla, Sicamber, adora quod incendisti, incendi quod adorasti." 말과 함께 시캄브리족으로 일컬어졌다. 프레데가르 연대기에서는 reveals that the 프랑크인들은 시캄브리족이 기원전 11년에 자신들의 족장 프랑크를 기리며 부족명을 바꿨다고 하는 스키타이나 킴메르 부족의 후손일 것이라 믿었다고 밝혔다.
스키타이인들이 특정 게르만족뿐만 아니라 켈트 부족들의 시조라는 근거를 하여, 섀런 터너의 앵글로색슨의 역사 같은 대영 제국 시기의 영국 역사기록학은 스키타이인을 앵글로색슨족의 선조로 만들었다.
이 사상은 존 윌슨의 브리티시 이스라엘리즘에서 받아들여져, 윌슨은 "유럽 인종, 특히나 앵글로색슨인들이 특정 스키타이 부족의 후손들이고, 이 스키타이 부족은 (중세 시대 이래로 이전에도 말해져 많이 시사되었던) 이스라엘의 사라진 열 지파의 후예들이라는 사상으로 발전시켰다. 사라진 열 지파의 작가이자 현대 유대인 연구소의 교수인 튜더 파핏 (Tudor Parfitt)은 브리티시 이스라엘리즘 추종자들이 인용하는 증거가 "분야의 낮은 수준에도 빈약한 구성”이라 지적했다.

## 관련된 고대 민족
- 아비이
- 아가티르소이
- 아마르디
- 아미르기오이
- 안드로파고이
- 부디니
- 다하에
  - 파르니 (파르티아인의 선조)
- 겔로누스인
- 하막소비오이
- 훈족
- 인도-스키타이
  - 아프라카야스
  - 캄보즈
- 마사게타이족
  - 아파시아카이
- 멜랑클라이노이
- 오르토코리반티온
- 사카
- 스팔리
- 타푸르족
- 타우리
- 티사게타이

## 같이 보기
- 유라시아 유목민
- 유목제국

### 참고 서적
- Anthony, David W. (2010년 7월 26일). 《The Horse, the Wheel, and Language: How Bronze-Age Riders from the Eurasian Steppes Shaped the Modern World》. Princeton University Press. ISBN 1-4008-3110-5. 2015년 1월 18일에 확인함.
- Baumer, Christoph (2012년 12월 12일). 《The History of Central Asia: The Age of the Steppe Warriors》. I.B.Tauris. ISBN 1-78076-060-4. 2015년 1월 18일에 확인함.
- Beckwith, Christopher I. (2009년 3월 16일). 《Empires of the Silk Road: A History of Central Eurasia from the Bronze Age to the Present》. Princeton University Press. ISBN 1-4008-2994-1. 2014년 12월 30일에 확인함.
- Boardman, John; Edwards, I. E. S. (1991). 《The Cambridge Ancient History. Volume 3. Part 2》. Cambridge University Press. ISBN 0-521-22717-8. 2015년 3월 2일에 확인함.
- Bonfante, Larissa (2011). 〈The Scythians: Between Mobility, Tomb Architecture, and Early Urban Structures〉. 《The Barbarians of Ancient Europe: Realities and Interactions》. Cambridge University Press. ISBN 978-0-521-19404-4.
- Davis-Kimball, Jeannine (1995). 〈The Scythians in southeastern Europe〉. 《Nomads of the Eurasian Steppes in the early Iron Age》 (PDF). Zinat press. ISBN 1-885979-00-2. 2016년 12월 3일에 원본 문서 (PDF)에서 보존된 문서. 2019년 7월 29일에 확인함.
- Day, John V. (2001). 《Indo-European origins: the anthropological evidence》. Institute for the Study of Man. ISBN 0-941694-75-5. 2015년 3월 2일에 확인함.
- Drews, Robert (2004). 《Early Riders: The Beginnings of Mounted Warfare in Asia and Europe》. Routledge. ISBN 978-0-203-07107-6.
- Ivantchik, Askold (2018). 〈SCYTHIANS〉. 《Encyclopaedia Iranica》.
- Sinor, Denis (1990). 《The Cambridge History of Early Inner Asia》. Cambridge. ISBN 978-0-521-24304-9.
- Sulimirski, T (1985). 〈Chapter 4: The Scyths〉.   Gershevitch, Ilya. 《The Cambridge History of Iran》 2. Azargoshnasp.net. 149–99쪽.
- Szemerényi, Oswald (1980). 《Four old Iranian ethnic names: Scythian – Skudra – Sogdian – Saka》 (PDF). Veröffentlichungen der iranischen Kommission Band 9. Wien: Verlag der Österreichischen Akademie der Wissenschaften; azargoshnap.net.
- Waldman, Carl; Mason, Catherine (2006). 《Encyclopedia of European Peoples》. Infobase Publishing. ISBN 1-4381-2918-1. 2015년 1월 16일에 확인함.
- West, Barbara A. (2009년 1월 1일). 《Encyclopedia of the Peoples of Asia and Oceania》. Infobase Publishing. ISBN 1-4381-1913-5. 2015년 1월 18일에 확인함.

## 추가 문헌
- Lalueza-Fox, C.; Sampietro, M. L.; Gilbert, M. T.; Castri, L.; Facchini, F.; Pettener, D.; Bertranpetit, J. (2004). “Unravelling migrations in the steppe: Mitochondrial DNA sequences from ancient central Asians”. 《Proceedings. Biological Sciences》 271 (1542): 941–947. doi:10.1098/rspb.2004.2698. PMC 1691686. PMID 15255049.
- Keyser, Christine; Bouakaze, Caroline; Crubézy, Eric; Nikolaev, Valery G.; Montagnon, Daniel; Reis, Tatiana; Ludes, Bertrand (2009). “Ancient DNA provides new insights into the history of south Siberian Kurgan people”. 《Human Genetics》 126 (3): 395–410. doi:10.1007/s00439-009-0683-0. PMID 19449030.
- Велична Скіфія – Протоукраїна: науково-енциклопедичне видання / Гладкий М. В., Цибулькін В. В. – К.:  ТОВ «НОВИЙ ДРУК», 2025. – 432 с.